# Dòng thời gian của đại dịch COVID-19 tại Việt Nam năm 2020

Đây là dòng thời gian các sự kiện chính trong đại dịch COVID-19 gây ra bởi SARS-CoV-2 tại Việt Nam năm 2020.

## Thống kê
Số liệu cuối ngày 31 tháng 12 năm 2020
| Tỉnh thành                                                                               | Ca nhiễm | Đang điều trị | Hồi phục | Tử vong |
| 45 tỉnh thành                                                                            | 1.465    | 104           | 1.326    | 35      |
| ---------------------------------------------------------------------------------------- | -------- | ------------- | -------- | ------- |
| Đà Nẵng                                                                                  | 415      | 7             | 374      | 31      |
| Hà Nội                                                                                   | 191      | 16            | 175      | 0       |
| TP. Hồ Chí Minh                                                                          | 149      | 6             | 143      | 0       |
| Quảng Nam                                                                                | 107      | 2             | 102      | 3       |
| Khánh Hòa                                                                                | 73       | 28            | 45       | 0       |
| Bà Rịa - Vũng Tàu                                                                        | 68       | 4             | 64       | 0       |
| Bạc Liêu                                                                                 | 51       | 3             | 48       | 0       |
| Thái Bình                                                                                | 38       | 1             | 37       | 0       |
| Hải Dương                                                                                | 35       | 1             | 34       | 0       |
| Ninh Bình                                                                                | 32       | 2             | 30       | 0       |
| Hưng Yên                                                                                 | 28       | 7             | 21       | 0       |
| Đồng Tháp                                                                                | 25       | 2             | 23       | 0       |
| Thanh Hóa                                                                                | 21       | 0             | 21       | 0       |
| Bắc Giang                                                                                | 20       | 0             | 20       | 0       |
| Quảng Ninh                                                                               | 20       | 0             | 20       | 0       |
| Hòa Bình                                                                                 | 19       | 0             | 19       | 0       |
| Vĩnh Phúc                                                                                | 19       | 0             | 19       | 0       |
| Bình Dương                                                                               | 21       | 9             | 12       | 0       |
| Nam Định                                                                                 | 15       | 0             | 15       | 0       |
| Bình Thuận                                                                               | 10       | 1             | 9        | 0       |
| Cần Thơ                                                                                  | 10       | 0             | 10       | 0       |
| Phú Yên                                                                                  | 9        | 3             | 6        | 0       |
| Bắc Ninh                                                                                 | 8        | 0             | 8        | 0       |
| Đồng Nai                                                                                 | 7        | 0             | 7        | 0       |
| Hà Nam                                                                                   | 7        | 0             | 7        | 0       |
| Quảng Trị                                                                                | 7        | 0             | 6        | 1       |
| Tây Ninh                                                                                 | 7        | 0             | 7        | 0       |
| Trà Vinh                                                                                 | 7        | 2             | 5        | 0       |
| Vĩnh Long                                                                                | 7        | 6             | 1        | 0       |
| Quảng Ngãi                                                                               | 6        | 0             | 6        | 0       |
| Hà Tĩnh                                                                                  | 4        | 0             | 4        | 0       |
| Lạng Sơn                                                                                 | 4        | 0             | 4        | 0       |
| Đắk Lắk                                                                                  | 3        | 0             | 3        | 0       |
| Hải Phòng                                                                                | 3        | 0             | 3        | 0       |
| Ninh Thuận                                                                               | 3        | 0             | 3        | 0       |
| Phú Thọ                                                                                  | 3        | 0             | 3        | 0       |
| Lào Cai                                                                                  | 2        | 0             | 2        | 0       |
| Thừa Thiên Huế                                                                           | 2        | 0             | 2        | 0       |
| Tiền Giang                                                                               | 2        | 1             | 1        | 0       |
| Bến Tre                                                                                  | 1        | 0             | 1        | 0       |
| Cà Mau                                                                                   | 1        | 0             | 1        | 0       |
| Hà Giang                                                                                 | 1        | 0             | 1        | 0       |
| Kiên Giang                                                                               | 1        | 0             | 1        | 0       |
| Lai Châu                                                                                 | 1        | 0             | 1        | 0       |
| Thái Nguyên                                                                              | 1        | 0             | 1        | 0       |
| Nguồn: Tổng hợp từ Bộ Y tế Việt Nam Lưu trữ ngày 13 tháng 2 năm 2020 tại Wayback Machine |          |               |          |         |

| COVID-19 tại Việt Nam () Tử vong Hồi phục Đang điều trị Thg 1Thg 2Thg 3Thg 4Thg 5Thg 6Thg 7Thg 8Thg 9Thg 10Thg 11Thg 1215 ngày gần nhất15 ngày gần nhất | COVID-19 tại Việt Nam () Tử vong Hồi phục Đang điều trị Thg 1Thg 2Thg 3Thg 4Thg 5Thg 6Thg 7Thg 8Thg 9Thg 10Thg 11Thg 1215 ngày gần nhất15 ngày gần nhất | COVID-19 tại Việt Nam () Tử vong Hồi phục Đang điều trị Thg 1Thg 2Thg 3Thg 4Thg 5Thg 6Thg 7Thg 8Thg 9Thg 10Thg 11Thg 1215 ngày gần nhất15 ngày gần nhất | COVID-19 tại Việt Nam () Tử vong Hồi phục Đang điều trị Thg 1Thg 2Thg 3Thg 4Thg 5Thg 6Thg 7Thg 8Thg 9Thg 10Thg 11Thg 1215 ngày gần nhất15 ngày gần nhất | COVID-19 tại Việt Nam () Tử vong Hồi phục Đang điều trị Thg 1Thg 2Thg 3Thg 4Thg 5Thg 6Thg 7Thg 8Thg 9Thg 10Thg 11Thg 1215 ngày gần nhất15 ngày gần nhất |
| --- | --- | --- | --- | --- |
| Ngày | Ngày | | Ca nhiễm | Tử vong |
| 2020-01-23 | 2020-01-23 | | 2(n.a.) | 0(n.a.) |
| ⋮ | ⋮ | | 2(=) | 0(n.a.) |
| 2020-01-28 | 2020-01-28 | | 2(=) | 0(n.a.) |
| ⋮ | ⋮ | | 2(=) | 0(n.a.) |
| 2020-01-31 | 2020-01-31 | | 5(+150%) | 0(n.a.) |
| 2020-02-01 | 2020-02-01 | | 6(+20%) | 0(n.a.) |
| 2020-02-02 | 2020-02-02 | | 7(+17%) | 0(n.a.) |
| 2020-02-03 | 2020-02-03 | | 8(+14%) | 0(n.a.) |
| 2020-02-04 | 2020-02-04 | | 10(+25%) | 0(n.a.) |
| 2020-02-05 | 2020-02-05 | | 10(=) | 0(n.a.) |
| 2020-02-06 | 2020-02-06 | | 12(+20%) | 0(n.a.) |
| 2020-02-07 | 2020-02-07 | | 13(+8,3%) | 0(n.a.) |
| 2020-02-08 | 2020-02-08 | | 13(=) | 0(n.a.) |
| 2020-02-09 | 2020-02-09 | | 14(+7,7%) | 0(n.a.) |
| 2020-02-10 | 2020-02-10 | | 14(=) | 0(n.a.) |
| 2020-02-11 | 2020-02-11 | | 15(+7,1%) | 0(n.a.) |
| 2020-02-12 | 2020-02-12 | | 15(=) | 0(n.a.) |
| 2020-02-13 | 2020-02-13 | | 16(+6,7%) | 0(n.a.) |
| ⋮ | ⋮ | | 16(=) | 0(n.a.) |
| 2020-02-18 | 2020-02-18 | | 16(=) | 0(n.a.) |
| 2020-02-19 | 2020-02-19 | | 16(=) | 0(n.a.) |
| 2020-02-20 | 2020-02-20 | | 16(=) | 0(n.a.) |
| ⋮ | ⋮ | | 16(=) | 0(n.a.) |
| 2020-02-26 | 2020-02-26 | | 16(=) | 0(n.a.) |
| ⋮ | ⋮ | | 16(=) | 0(n.a.) |
| 2020-03-06 | 2020-03-06 | | 17(+6,2%) | 0(n.a.) |
| 2020-03-07 | 2020-03-07 | | 20(+18%) | 0(n.a.) |
| 2020-03-08 | 2020-03-08 | | 30(+50%) | 0(n.a.) |
| 2020-03-09 | 2020-03-09 | | 31(+3,3%) | 0(n.a.) |
| 2020-03-10 | 2020-03-10 | | 34(+9,7%) | 0(n.a.) |
| 2020-03-11 | 2020-03-11 | | 38(+12%) | 0(n.a.) |
| 2020-03-12 | 2020-03-12 | | 44(+16%) | 0(n.a.) |
| 2020-03-13 | 2020-03-13 | | 47(+6,8%) | 0(n.a.) |
| 2020-03-14 | 2020-03-14 | | 53(+13%) | 0(n.a.) |
| 2020-03-15 | 2020-03-15 | | 57(+7,5%) | 0(n.a.) |
| 2020-03-16 | 2020-03-16 | | 61(+7%) | 0(n.a.) |
| 2020-03-17 | 2020-03-17 | | 66(+8,2%) | 0(n.a.) |
| 2020-03-18 | 2020-03-18 | | 76(+15%) | 0(n.a.) |
| 2020-03-19 | 2020-03-19 | | 85(+12%) | 0(n.a.) |
| 2020-03-20 | 2020-03-20 | | 91(+7,1%) | 0(n.a.) |
| 2020-03-21 | 2020-03-21 | | 94(+3,3%) | 0(n.a.) |
| 2020-03-22 | 2020-03-22 | | 113(+20%) | 0(n.a.) |
| 2020-03-23 | 2020-03-23 | | 123(+8,8%) | 0(n.a.) |
| 2020-03-24 | 2020-03-24 | | 134(+8,9%) | 0(n.a.) |
| 2020-03-25 | 2020-03-25 | | 141(+5,2%) | 0(n.a.) |
| 2020-03-26 | 2020-03-26 | | 153(+8,5%) | 0(n.a.) |
| 2020-03-27 | 2020-03-27 | | 163(+6,5%) | 0(n.a.) |
| 2020-03-28 | 2020-03-28 | | 174(+6,7%) | 0(n.a.) |
| 2020-03-29 | 2020-03-29 | | 188(+8%) | 0(n.a.) |
| 2020-03-30 | 2020-03-30 | | 203(+8%) | 0(n.a.) |
| 2020-03-31 | 2020-03-31 | | 207(+2%) | 0(n.a.) |
| 2020-04-01 | 2020-04-01 | | 218(+5,3%) | 0(n.a.) |
| 2020-04-02 | 2020-04-02 | | 227(+4,1%) | 0(n.a.) |
| 2020-04-03 | 2020-04-03 | | 237(+4,4%) | 0(n.a.) |
| 2020-04-04 | 2020-04-04 | | 240(+1,3%) | 0(n.a.) |
| 2020-04-05 | 2020-04-05 | | 241(+0,42%) | 0(n.a.) |
| 2020-04-06 | 2020-04-06 | | 245(+1,7%) | 0(n.a.) |
| 2020-04-07 | 2020-04-07 | | 249(+1,6%) | 0(n.a.) |
| 2020-04-08 | 2020-04-08 | | 251(+0,8%) | 0(n.a.) |
| 2020-04-09 | 2020-04-09 | | 255(+1,6%) | 0(n.a.) |
| 2020-04-10 | 2020-04-10 | | 257(+0,78%) | 0(n.a.) |
| 2020-04-11 | 2020-04-11 | | 258(+0,39%) | 0(n.a.) |
| 2020-04-12 | 2020-04-12 | | 260(+0,78%) | 0(n.a.) |
| 2020-04-13 | 2020-04-13 | | 265(+1,9%) | 0(n.a.) |
| 2020-04-14 | 2020-04-14 | | 266(+0,38%) | 0(n.a.) |
| 2020-04-15 | 2020-04-15 | | 267(+0,38%) | 0(n.a.) |
| 2020-04-16 | 2020-04-16 | | 268(+0,37%) | 0(n.a.) |
| 2020-04-17 | 2020-04-17 | | 268(=) | 0(n.a.) |
| 2020-04-18 | 2020-04-18 | | 268(=) | 0(n.a.) |
| 2020-04-19 | 2020-04-19 | | 268(=) | 0(n.a.) |
| 2020-04-20 | 2020-04-20 | | 268(=) | 0(n.a.) |
| 2020-04-21 | 2020-04-21 | | 268(=) | 0(n.a.) |
| 2020-04-22 | 2020-04-22 | | 268(=) | 0(n.a.) |
| 2020-04-23 | 2020-04-23 | | 268(=) | 0(n.a.) |
| 2020-04-24 | 2020-04-24 | | 270(+0,75%) | 0(n.a.) |
| 2020-04-25 | 2020-04-25 | | 270(=) | 0(n.a.) |
| ⋮ | ⋮ | | 270(=) | 0(n.a.) |
| 2020-05-03 | 2020-05-03 | | 271(+0,37%) | 0(n.a.) |
| 2020-05-04 | 2020-05-04 | | 271(=) | 0(n.a.) |
| 2020-05-05 | 2020-05-05 | | 271(=) | 0(n.a.) |
| 2020-05-06 | 2020-05-06 | | 271(=) | 0(n.a.) |
| 2020-05-07 | 2020-05-07 | | 288(+6,3%) | 0(n.a.) |
| 2020-05-08 | 2020-05-08 | | 288(=) | 0(n.a.) |
| 2020-05-09 | 2020-05-09 | | 288(=) | 0(n.a.) |
| 2020-05-10 | 2020-05-10 | | 288(=) | 0(n.a.) |
| 2020-05-11 | 2020-05-11 | | 288(=) | 0(n.a.) |
| 2020-05-12 | 2020-05-12 | | 288(=) | 0(n.a.) |
| 2020-05-13 | 2020-05-13 | | 288(=) | 0(n.a.) |
| 2020-05-14 | 2020-05-14 | | 288(=) | 0(n.a.) |
| 2020-05-15 | 2020-05-15 | | 313(+8,7%) | 0(n.a.) |
| 2020-05-16 | 2020-05-16 | | 318(+1,6%) | 0(n.a.) |
| 2020-05-17 | 2020-05-17 | | 320(+0,63%) | 0(n.a.) |
| 2020-05-18 | 2020-05-18 | | 324(+1,2%) | 0(n.a.) |
| 2020-05-19 | 2020-05-19 | | 324(=) | 0(n.a.) |
| 2020-05-20 | 2020-05-20 | | 324(=) | 0(n.a.) |
| 2020-05-21 | 2020-05-21 | | 324(=) | 0(n.a.) |
| 2020-05-22 | 2020-05-22 | | 324(=) | 0(n.a.) |
| 2020-05-23 | 2020-05-23 | | 324(=) | 0(n.a.) |
| 2020-05-24 | 2020-05-24 | | 325(+0,31%) | 0(n.a.) |
| 2020-05-25 | 2020-05-25 | | 326(+0,31%) | 0(n.a.) |
| 2020-05-26 | 2020-05-26 | | 327(+0,31%) | 0(n.a.) |
| 2020-05-27 | 2020-05-27 | | 327(=) | 0(n.a.) |
| 2020-05-28 | 2020-05-28 | | 327(=) | 0(n.a.) |
| 2020-05-29 | 2020-05-29 | | 327(=) | 0(n.a.) |
| 2020-05-30 | 2020-05-30 | | 328(+0,31%) | 0(n.a.) |
| 2020-05-31 | 2020-05-31 | | 328(=) | 0(n.a.) |
| 2020-06-01 | 2020-06-01 | | 328(=) | 0(n.a.) |
| 2020-06-02 | 2020-06-02 | | 328(=) | 0(n.a.) |
| 2020-06-03 | 2020-06-03 | | 328(=) | 0(n.a.) |
| 2020-06-04 | 2020-06-04 | | 328(=) | 0(n.a.) |
| 2020-06-05 | 2020-06-05 | | 328(=) | 0(n.a.) |
| 2020-06-06 | 2020-06-06 | | 329(+0,3%) | 0(n.a.) |
| 2020-06-07 | 2020-06-07 | | 329(=) | 0(n.a.) |
| 2020-06-08 | 2020-06-08 | | 332(+0,91%) | 0(n.a.) |
| 2020-06-09 | 2020-06-09 | | 332(=) | 0(n.a.) |
| 2020-06-10 | 2020-06-10 | | 332(=) | 0(n.a.) |
| 2020-06-11 | 2020-06-11 | | 332(=) | 0(n.a.) |
| 2020-06-12 | 2020-06-12 | | 333(+0,3%) | 0(n.a.) |
| 2020-06-13 | 2020-06-13 | | 334(+0,3%) | 0(n.a.) |
| 2020-06-14 | 2020-06-14 | | 334(=) | 0(n.a.) |
| 2020-06-15 | 2020-06-15 | | 334(=) | 0(n.a.) |
| 2020-06-16 | 2020-06-16 | | 334(=) | 0(n.a.) |
| 2020-06-17 | 2020-06-17 | | 335(+0,3%) | 0(n.a.) |
| 2020-06-18 | 2020-06-18 | | 342(+2,1%) | 0(n.a.) |
| 2020-06-19 | 2020-06-19 | | 349(+2%) | 0(n.a.) |
| 2020-06-20 | 2020-06-20 | | 349(=) | 0(n.a.) |
| 2020-06-21 | 2020-06-21 | | 349(=) | 0(n.a.) |
| 2020-06-22 | 2020-06-22 | | 349(=) | 0(n.a.) |
| 2020-06-23 | 2020-06-23 | | 349(=) | 0(n.a.) |
| 2020-06-24 | 2020-06-24 | | 352(+0,86%) | 0(n.a.) |
| 2020-06-25 | 2020-06-25 | | 352(=) | 0(n.a.) |
| 2020-06-26 | 2020-06-26 | | 353(+0,28%) | 0(n.a.) |
| 2020-06-27 | 2020-06-27 | | 355(+0,57%) | 0(n.a.) |
| 2020-06-28 | 2020-06-28 | | 355(=) | 0(n.a.) |
| 2020-06-29 | 2020-06-29 | | 355(=) | 0(n.a.) |
| 2020-06-30 | 2020-06-30 | | 355(=) | 0(n.a.) |
| 2020-07-01 | 2020-07-01 | | 355(=) | 0(n.a.) |
| 2020-07-02 | 2020-07-02 | | 355(=) | 0(n.a.) |
| ⋮ | ⋮ | | 355(=) | 0(n.a.) |
| 2020-07-06 | 2020-07-06 | | 369(+3,9%) | 0(n.a.) |
| 2020-07-07 | 2020-07-07 | | 369(=) | 0(n.a.) |
| 2020-07-08 | 2020-07-08 | | 369(=) | 0(n.a.) |
| 2020-07-09 | 2020-07-09 | | 369(=) | 0(n.a.) |
| 2020-07-10 | 2020-07-10 | | 369(=) | 0(n.a.) |
| 2020-07-11 | 2020-07-11 | | 370(+0,27%) | 0(n.a.) |
| 2020-07-12 | 2020-07-12 | | 372(+0,54%) | 0(n.a.) |
| 2020-07-13 | 2020-07-13 | | 372(=) | 0(n.a.) |
| 2020-07-14 | 2020-07-14 | | 373(+0,27%) | 0(n.a.) |
| 2020-07-15 | 2020-07-15 | | 381(+2,1%) | 0(n.a.) |
| 2020-07-16 | 2020-07-16 | | 381(=) | 0(n.a.) |
| 2020-07-17 | 2020-07-17 | | 382(+0,26%) | 0(n.a.) |
| 2020-07-18 | 2020-07-18 | | 382(=) | 0(n.a.) |
| 2020-07-19 | 2020-07-19 | | 383(+0,26%) | 0(n.a.) |
| 2020-07-20 | 2020-07-20 | | 384(+0,26%) | 0(n.a.) |
| 2020-07-21 | 2020-07-21 | | 396(+3,1%) | 0(n.a.) |
| 2020-07-22 | 2020-07-22 | | 408(+3%) | 0(n.a.) |
| 2020-07-23 | 2020-07-23 | | 412(+0,98%) | 0(n.a.) |
| 2020-07-24 | 2020-07-24 | | 413(+0,24%) | 0(n.a.) |
| 2020-07-25 | 2020-07-25 | | 417(+0,97%) | 0(n.a.) |
| 2020-07-26 | 2020-07-26 | | 420(+0,72%) | 0(n.a.) |
| 2020-07-27 | 2020-07-27 | | 431(+2,6%) | 0(n.a.) |
| 2020-07-28 | 2020-07-28 | | 438(+1,6%) | 0(n.a.) |
| 2020-07-29 | 2020-07-29 | | 450(+2,7%) | 0(n.a.) |
| 2020-07-30 | 2020-07-30 | | 464(+3,1%) | 0(n.a.) |
| 2020-07-31 | 2020-07-31 | | 546(+18%) | 2(n.a.) |
| 2020-08-01 | 2020-08-01 | | 586(+7,3%) | 3(+50%) |
| 2020-08-02 | 2020-08-02 | | 620(+5,8%) | 6(+100%) |
| 2020-08-03 | 2020-08-03 | | 642(+3,5%) | 6(=) |
| 2020-08-04 | 2020-08-04 | | 670(+4,4%) | 8(+33%) |
| 2020-08-05 | 2020-08-05 | | 713(+6,4%) | 8(=) |
| 2020-08-06 | 2020-08-06 | | 747(+4,8%) | 10(+25%) |
| 2020-08-07 | 2020-08-07 | | 784(+5%) | 10(=) |
| 2020-08-08 | 2020-08-08 | | 810(+3,3%) | 10(=) |
| 2020-08-09 | 2020-08-09 | | 841(+3,8%) | 11(+10%) |
| 2020-08-10 | 2020-08-10 | | 847(+0,71%) | 15(+36%) |
| 2020-08-11 | 2020-08-11 | | 863(+1,9%) | 16(+6,7%) |
| 2020-08-12 | 2020-08-12 | | 880(+2%) | 17(+6,2%) |
| 2020-08-13 | 2020-08-13 | | 905(+2,8%) | 20(+18%) |
| 2020-08-14 | 2020-08-14 | | 929(+2,7%) | 21(+5%) |
| 2020-08-15 | 2020-08-15 | | 950(+2,3%) | 23(+9,5%) |
| 2020-08-16 | 2020-08-16 | | 962(+1,3%) | 24(+4,3%) |
| 2020-08-17 | 2020-08-17 | | 976(+1,5%) | 24(=) |
| 2020-08-18 | 2020-08-18 | | 989(+1,3%) | 25(+4,2%) |
| 2020-08-19 | 2020-08-19 | | 993(+0,4%) | 25(=) |
| 2020-08-20 | 2020-08-20 | | 1.007(+1,4%) | 25(=) |
| 2020-08-21 | 2020-08-21 | | 1.009(+0,2%) | 25(=) |
| 2020-08-22 | 2020-08-22 | | 1.014(+0,5%) | 26(+4%) |
| 2020-08-23 | 2020-08-23 | | 1.016(+0,2%) | 27(+3,8%) |
| 2020-08-24 | 2020-08-24 | | 1.022(+0,59%) | 27(=) |
| 2020-08-25 | 2020-08-25 | | 1.029(+0,68%) | 27(=) |
| 2020-08-26 | 2020-08-26 | | 1.034(+0,49%) | 29(+7,4%) |
| 2020-08-27 | 2020-08-27 | | 1.036(+0,19%) | 30(+3,4%) |
| 2020-08-28 | 2020-08-28 | | 1.038(+0,19%) | 30(=) |
| 2020-08-29 | 2020-08-29 | | 1.040(+0,19%) | 32(+6,7%) |
| 2020-08-30 | 2020-08-30 | | 1.040(=) | 32(=) |
| 2020-08-31 | 2020-08-31 | | 1.044(+0,38%) | 34(+6,2%) |
| 2020-09-01 | 2020-09-01 | | 1.044(=) | 34(=) |
| 2020-09-02 | 2020-09-02 | | 1.046(+0,19%) | 34(=) |
| 2020-09-03 | 2020-09-03 | | 1.046(=) | 35(+2,9%) |
| 2020-09-04 | 2020-09-04 | | 1.049(+0,29%) | 35(=) |
| 2020-09-05 | 2020-09-05 | | 1.049(=) | 35(=) |
| 2020-09-06 | 2020-09-06 | | 1.049(=) | 35(=) |
| 2020-09-07 | 2020-09-07 | | 1.049(=) | 35(=) |
| 2020-09-08 | 2020-09-08 | | 1.054(+0,48%) | 35(=) |
| 2020-09-09 | 2020-09-09 | | 1.059(+0,47%) | 35(=) |
| 2020-09-10 | 2020-09-10 | | 1.059(=) | 35(=) |
| 2020-09-11 | 2020-09-11 | | 1.060(+0,09%) | 35(=) |
| 2020-09-12 | 2020-09-12 | | 1.060(=) | 35(=) |
| 2020-09-13 | 2020-09-13 | | 1.063(+0,28%) | 35(=) |
| 2020-09-14 | 2020-09-14 | | 1.063(=) | 35(=) |
| 2020-09-15 | 2020-09-15 | | 1.063(=) | 35(=) |
| 2020-09-16 | 2020-09-16 | | 1.063(=) | 35(=) |
| 2020-09-17 | 2020-09-17 | | 1.066(+0,28%) | 35(=) |
| 2020-09-18 | 2020-09-18 | | 1.068(+0,19%) | 35(=) |
| 2020-09-19 | 2020-09-19 | | 1.068(=) | 35(=) |
| 2020-09-20 | 2020-09-20 | | 1.068(=) | 35(=) |
| 2020-09-21 | 2020-09-21 | | 1.068(=) | 35(=) |
| 2020-09-22 | 2020-09-22 | | 1.068(=) | 35(=) |
| 2020-09-23 | 2020-09-23 | | 1.069(+0,09%) | 35(=) |
| 2020-09-24 | 2020-09-24 | | 1.069(=) | 35(=) |
| 2020-09-25 | 2020-09-25 | | 1.069(=) | 35(=) |
| 2020-09-26 | 2020-09-26 | | 1.069(=) | 35(=) |
| 2020-09-27 | 2020-09-27 | | 1.074(+0,47%) | 35(=) |
| 2020-09-28 | 2020-09-28 | | 1.077(+0,28%) | 35(=) |
| 2020-09-29 | 2020-09-29 | | 1.094(+1,6%) | 35(=) |
| 2020-09-30 | 2020-09-30 | | 1.094(=) | 35(=) |
| 2020-10-01 | 2020-10-01 | | 1.095(+0,09%) | 35(=) |
| 2020-10-02 | 2020-10-02 | | 1.096(+0,09%) | 35(=) |
| 2020-10-03 | 2020-10-03 | | 1.096(=) | 35(=) |
| 2020-10-04 | 2020-10-04 | | 1.096(=) | 35(=) |
| 2020-10-05 | 2020-10-05 | | 1.097(+0,09%) | 35(=) |
| 2020-10-06 | 2020-10-06 | | 1.098(+0,09%) | 35(=) |
| 2020-10-07 | 2020-10-07 | | 1.099(+0,09%) | 35(=) |
| 2020-10-08 | 2020-10-08 | | 1.100(+0,09%) | 35(=) |
| 2020-10-09 | 2020-10-09 | | 1.105(+0,45%) | 35(=) |
| 2020-10-10 | 2020-10-10 | | 1.107(+0,18%) | 35(=) |
| 2020-10-11 | 2020-10-11 | | 1.109(+0,18%) | 35(=) |
| 2020-10-12 | 2020-10-12 | | 1.110(+0,09%) | 35(=) |
| 2020-10-13 | 2020-10-13 | | 1.113(+0,27%) | 35(=) |
| 2020-10-14 | 2020-10-14 | | 1.122(+0,81%) | 35(=) |
| 2020-10-15 | 2020-10-15 | | 1.124(+0,18%) | 35(=) |
| 2020-10-16 | 2020-10-16 | | 1.124(=) | 35(=) |
| 2020-10-17 | 2020-10-17 | | 1.126(+0,18%) | 35(=) |
| 2020-10-18 | 2020-10-18 | | 1.134(+0,71%) | 35(=) |
| 2020-10-19 | 2020-10-19 | | 1.140(+0,53%) | 35(=) |
| 2020-10-20 | 2020-10-20 | | 1.141(+0,09%) | 35(=) |
| 2020-10-21 | 2020-10-21 | | 1.144(+0,26%) | 35(=) |
| 2020-10-22 | 2020-10-22 | | 1.148(+0,35%) | 35(=) |
| 2020-10-23 | 2020-10-23 | | 1.148(=) | 35(=) |
| 2020-10-24 | 2020-10-24 | | 1.160(+1%) | 35(=) |
| 2020-10-25 | 2020-10-25 | | 1.168(+0,69%) | 35(=) |
| 2020-10-26 | 2020-10-26 | | 1.169(+0,09%) | 35(=) |
| 2020-10-27 | 2020-10-27 | | 1.172(+0,26%) | 35(=) |
| 2020-10-28 | 2020-10-28 | | 1.173(+0,09%) | 35(=) |
| 2020-10-29 | 2020-10-29 | | 1.177(+0,34%) | 35(=) |
| 2020-10-30 | 2020-10-30 | | 1.177(=) | 35(=) |
| 2020-10-31 | 2020-10-31 | | 1.180(+0,25%) | 35(=) |
| 2020-11-01 | 2020-11-01 | | 1.180(=) | 35(=) |
| 2020-11-02 | 2020-11-02 | | 1.192(+1%) | 35(=) |
| 2020-11-03 | 2020-11-03 | | 1.202(+0,84%) | 35(=) |
| 2020-11-04 | 2020-11-04 | | 1.206(+0,33%) | 35(=) |
| 2020-11-05 | 2020-11-05 | | 1.207(+0,08%) | 35(=) |
| 2020-11-06 | 2020-11-06 | | 1.212(+0,41%) | 35(=) |
| 2020-11-07 | 2020-11-07 | | 1.213(+0,08%) | 35(=) |
| 2020-11-08 | 2020-11-08 | | 1.213(=) | 35(=) |
| 2020-11-09 | 2020-11-09 | | 1.215(+0,16%) | 35(=) |
| 2020-11-10 | 2020-11-10 | | 1.226(+0,91%) | 35(=) |
| 2020-11-11 | 2020-11-11 | | 1.252(+2,1%) | 35(=) |
| 2020-11-12 | 2020-11-12 | | 1.253(+0,08%) | 35(=) |
| 2020-11-13 | 2020-11-13 | | 1.256(+0,24%) | 35(=) |
| 2020-11-14 | 2020-11-14 | | 1.256(=) | 35(=) |
| 2020-11-15 | 2020-11-15 | | 1.281(+2%) | 35(=) |
| 2020-11-16 | 2020-11-16 | | 1.283(+0,16%) | 35(=) |
| 2020-11-17 | 2020-11-17 | | 1.288(+0,39%) | 35(=) |
| 2020-11-18 | 2020-11-18 | | 1.300(+0,93%) | 35(=) |
| 2020-11-19 | 2020-11-19 | | 1.304(+0,31%) | 35(=) |
| 2020-11-20 | 2020-11-20 | | 1.305(+0,08%) | 35(=) |
| 2020-11-21 | 2020-11-21 | | 1.306(+0,08%) | 35(=) |
| 2020-11-22 | 2020-11-22 | | 1.307(+0,08%) | 35(=) |
| 2020-11-23 | 2020-11-23 | | 1.312(+0,38%) | 35(=) |
| 2020-11-24 | 2020-11-24 | | 1.316(+0,3%) | 35(=) |
| 2020-11-25 | 2020-11-25 | | 1.321(+0,38%) | 35(=) |
| 2020-11-26 | 2020-11-26 | | 1.331(+0,76%) | 35(=) |
| 2020-11-27 | 2020-11-27 | | 1.339(+0,6%) | 35(=) |
| 2020-11-28 | 2020-11-28 | | 1.341(+0,15%) | 35(=) |
| 2020-11-29 | 2020-11-29 | | 1.343(+0,15%) | 35(=) |
| 2020-11-30 | 2020-11-30 | | 1.346(+0,22%) | 35(=) |
| 2020-12-01 | 2020-12-01 | | 1.351(+0,37%) | 35(=) |
| 2020-12-02 | 2020-12-02 | | 1.358(+0,52%) | 35(=) |
| 2020-12-03 | 2020-12-03 | | 1.361(+0,22%) | 35(=) |
| 2020-12-04 | 2020-12-04 | | 1.361(=) | 35(=) |
| 2020-12-05 | 2020-12-05 | | 1.365(+0,29%) | 35(=) |
| 2020-12-06 | 2020-12-06 | | 1.366(+0,07%) | 35(=) |
| 2020-12-07 | 2020-12-07 | | 1.367(+0,07%) | 35(=) |
| 2020-12-08 | 2020-12-08 | | 1.377(+0,73%) | 35(=) |
| 2020-12-09 | 2020-12-09 | | 1.381(+0,29%) | 35(=) |
| 2020-12-10 | 2020-12-10 | | 1.385(+0,29%) | 35(=) |
| 2020-12-11 | 2020-12-11 | | 1.391(+0,43%) | 35(=) |
| 2020-12-12 | 2020-12-12 | | 1.395(+0,29%) | 35(=) |
| 2020-12-13 | 2020-12-13 | | 1.397(+0,14%) | 35(=) |
| 2020-12-14 | 2020-12-14 | | 1.402(+0,36%) | 35(=) |
| 2020-12-15 | 2020-12-15 | | 1.405(+0,21%) | 35(=) |
| 2020-12-16 | | | | |
| 2020-12-17 | 2020-12-17 | | 1.407(n.a.) | 35(n.a.) |
| 2020-12-18 | 2020-12-18 | | 1.410(+0,21%) | 35(=) |
| 2020-12-19 | 2020-12-19 | | 1.411(+0,07%) | 35(=) |
| 2020-12-20 | 2020-12-20 | | 1.413(+0,14%) | 35(=) |
| 2020-12-21 | 2020-12-21 | | 1.414(+0,07%) | 35(=) |
| 2020-12-22 | 2020-12-22 | | 1.420(+0,42%) | 35(=) |
| 2020-12-23 | 2020-12-23 | | 1.421(+0,07%) | 35(=) |
| 2020-12-24 | 2020-12-24 | | 1.433(+0,84%) | 35(=) |
| 2020-12-25 | 2020-12-25 | | 1.439(+0,42%) | 35(=) |
| 2020-12-26 | 2020-12-26 | | 1.440(+0,07%) | 35(=) |
| 2020-12-27 | 2020-12-27 | | 1.441(+0,07%) | 35(=) |
| 2020-12-28 | 2020-12-28 | | 1.451(+0,69%) | 35(=) |
| 2020-12-29 | 2020-12-29 | | 1.454(+0,21%) | 35(=) |
| 2020-12-30 | 2020-12-30 | | 1.456(+0,14%) | 35(=) |
| 2020-12-31 | 2020-12-31 | | 1.465(+0,62%) | 35(=) |
| Nguồn: Tổng hợp từ Bộ Y tế Việt Nam (Biểu đồ của Bộ Y tế Việt Nam)                                                                                      | | | | |

## Dòng thời gian

### Tháng 1
- Hai trường hợp xác nhận nhiễm bệnh đầu tiên đã nhập viện vào Bệnh viện Chợ Rẫy, Thành phố Hồ Chí Minh ngày 22 tháng 1 năm 2020, bao gồm một người đàn ông Trung Quốc 66 tuổi (#1) đi từ Vũ Hán đến Hà Nội để thăm con trai sống ở Việt Nam, và con trai 28 tuổi (#2), người được cho là đã bị lây bệnh từ cha mình khi họ gặp gỡ tại Nha Trang. Hai người này đã được xác nhận nhiễm SARS-CoV-2 vào tối ngày 23 tháng 1.[1] Sau khi xác nhận, ngày 24 tháng 1, quyền Bộ trưởng Bộ Y tế Vũ Đức Đam đã ra lệnh kích hoạt Trung tâm phòng chống dịch bệnh khẩn cấp.[2] Ngày 29 tháng 1, người con trai (#2) được xuất viện trong tình trạng hồi phục hoàn toàn[3] và người bố (#1) xuất viện ngày 12 tháng 2.[4]
- Một tuần sau, ngày 30 tháng 1, ba trường hợp dương tính đã được Bộ y tế xác nhận, liên quan đến việc công dân Việt Nam trở về từ Vũ Hán. Trường hợp #3 (phụ nữ – 25 tuổi) được cách ly và chữa khỏi ở tỉnh Thanh Hóa, trong khi hai trường hợp khác (#4: nam 29 tuổi; #5: nữ  23 tuổi) được cách ly tại Bệnh viện Nhiệt đới Trung ương.[5][6] Trường hợp #5 được xuất viện vào ngày 3 tháng 2, hoàn toàn hồi phục và âm tính với virus.[7]

### Tháng 2
- Vào ngày 1 tháng 2, một người phụ nữ 25 tuổi (#6) được xác định nhiễm virus corona tại tỉnh Khánh Hòa. Cô đã tiếp xúc với một nhân viên tiếp tân và có liên quan đến 2 cha con người Trung Quốc (trường hợp #1 và 2).[8] Trường hợp này đã được xuất viện vào ngày 4 tháng 2.[9] Đáng chú ý, đây là trường hợp truyền nhiễm nội địa đầu tiên tại Việt Nam, dẫn đến việc thủ tướng Nguyễn Xuân Phúc tuyên bố dịch bệnh và ra quyết định thắt chặt biên giới, thu hồi giấy phép hàng không và hạn chế thị thực.[10][11][12][13]
- Ngày 2 tháng 2, một người Mỹ gốc Việt (#7) đã bị nhiễm virus corona, do quá cảnh 2 giờ tại Sân bay quốc tế Thiên Hà Vũ Hán trong chuyến đi từ Mỹ đến Việt Nam.[14]
- Ngày 3 tháng 2, Việt Nam công bố trường hợp thứ 8 là một phụ nữ 29 tuổi (#8). Người này cùng trong một đội ngũ đào tạo với các trường hợp đã được xác nhận trước đó (trường hợp #3, 4, 5).[15]
- Ngày 4 tháng 2, một người đàn ông 30 tuổi (#9) được xác nhận nhiễm virus tại Vĩnh Phúc. Người này cùng với #8 nằm trong cùng trong một đội ngũ đào tạo với các trường hợp đã được xác nhận trước đó (trường hợp #3, 4, 5).[15][16] Ngoài ra, trường hợp thứ #10 cũng được xác định là một người phụ nữ 42 tuổi, bị lây nhiễm do gặp và chào hỏi với trường hợp #5 trong kỳ nghỉ Tết âm lịch.[17]
- Mẹ (49 tuổi, #11) và em gái (16 tuổi, #12) của trường hợp #5 cũng được xác nhận bị nhiễm vào ngày 6 tháng 2.[18]
- Ngày 7 tháng 2, Việt Nam xác nhận trường hợp thứ #13, một công nhân 29 tuổi, là thành viên của cùng một đội ngũ đào tạo với 5 trường hợp được xác nhận trước đây (#3, 4, 5, 8, 9).[19] Trước đó cùng ngày, Việt Nam tuyên bố đã thành công trong việc nuôi cấy và phân lập virus trong phòng thí nghiệm. Việt Nam là một trong số ít các quốc gia có thể làm điều này, ngoài Singapore, Úc, Nhật Bản và Trung Quốc.[20]
- Ngày 9 tháng 2, một phụ nữ 55 tuổi, một người hàng xóm của trường hợp #5, dương tính với virus, là trường hợp thứ #14.[21]
- Vào ngày 10 tháng 2, ba trường hợp: #4, #5 và #9 được tuyên bố đã phục hồi.[22]
- Trường hợp thứ #15 được xác định vào ngày 11 tháng 2, một đứa cháu trai 3 tháng tuổi của trường hợp #10.[23]
- Chiều ngày 12 tháng 2, Vĩnh Phúc đã thực hiện cách ly xã Sơn Lôi, huyện Bình Xuyên với mục đích hạn chế lây lan và dập dịch. Người dân trong xã được hỗ trợ chi phí sinh hoạt trong thời gian cách ly. Lúc này, trong xã đã có 5 trường hợp nhiễm SARS-CoV-2, trên tổng số 10 người tại tỉnh Vĩnh Phúc.[24]
- Ngày 13 tháng 2, cha của trường hợp #5 đã được xác định dương tính với virus, làm cho số lượng các trường hợp tại Vĩnh Phúc tăng lên 11 và Việt Nam tăng lên 16.[25]
- Ngày 25 tháng 2, trường hợp #16 được tuyên bố hồi phục và xuất viện. Đây cũng là ca cuối cùng trong 16 ca đầu tiên ở Việt Nam xuất viện.[26]

### Tháng 3

#### 1-5 tháng 3
- Vào lúc 0 giờ ngày 4 tháng 3, xã Sơn Lôi, huyện Bình Xuyên – nơi có đến 6 người nhiễm virus corona, là tâm dịch tại tỉnh Vĩnh Phúc, đã được gỡ bỏ lệnh phong tỏa, kết thúc 20 ngày bị cách ly cũng như không phát hiện thêm ca nhiễm mới.[27]

#### 6 tháng 3
Tối ngày 6 tháng 3, Hà Nội đã công bố trường hợp đầu tiên dương tính với virus corona, là một phụ nữ 26 tuổi. Đây là trường hợp nhiễm thứ 17 (#17) tại Việt Nam. Người này được cho là đã đi sang Anh, Ý và Pháp, trước khi về Hà Nội từ Luân Đôn bằng máy bay của Hãng hàng không Quốc gia Việt Nam, trên chuyến bay VN0054 lúc 4 giờ 30 ngày 2 tháng 3 và đã đi khám tại Bệnh viện Đa khoa Hồng Ngọc vào chiều ngày 5 tháng 3, sau đó có dấu hiệu nghi ngờ đã được chuyển tới Bệnh viện Bệnh nhiệt đới Trung ương cơ sở 2 để kiểm tra có kết quả dương tính. Trường hợp #17 đã chấm dứt chuỗi liên tiếp 22 ngày Việt Nam không có thêm ca nhiễm mới, mặc dù trong thời gian đó đã có nhiều trường hợp nghi nhiễm và được cách ly. Ông Nguyễn Đức Chung Chủ tịch UBND Thành phố Hà Nội kêu gọi người dân bình tĩnh ngay sau khi công bố ca nhiễm. Phố Trúc Bạch nơi người phụ nữ này tạm trú đã được phong toả ngay trong đêm 6 tháng 3. Vào lúc 9 giờ 45 ngày 7 tháng 3, Phố Trúc Bạch và các khu vực lân cận đã được kiểm tra và phun khử trùng. Nhiều hành khách đi cùng chuyến bay với người này đã được cách ly. Liên quan tới ca bệnh, sáng 7 tháng 3, Hải Phòng họp khẩn và quyết định cách ly thôn Phù Lưu (Xã Phù Ninh, huyện Thủy Nguyên) và khu phố Tân Lập (phường Tân Thành, Quận Dương Kinh) do có nhiều người nằm trong nhóm nguy cơ cao.

#### 7 tháng 3
- Ngày 7 tháng 3, Việt Nam ghi nhận thêm 3 ca nhiễm mới:
  - Chiều ngày 7 tháng 3, Viện Vệ sinh Dịch tễ Trung ương công bố một ca dương tính COVID-19 đối với một thanh niên (#18, 27 tuổi, quê Thái Bình), đến Daegu, Hàn Quốc vào ngày 17 tháng 2 năm 2020, trở về Việt Nam bằng máy bay từ Busan đến Vân Đồn ngày 4 tháng 3. Sau khi nhập cảnh Việt Nam, bệnh nhân đã được cách ly tập trung, được lấy mẫu xét nghiệm và phát hiện dương tính với SARS-CoV-2.[38][39] Các hành khách trên chuyến bay được đưa tới khu cách ly tập trung của trường Quân sự, Quân đoàn 1 tổ 19 phường Tân Bình, thành phố Tam Điệp.[40]
  - 17 giờ cùng ngày, Bộ Y tế thông báo 2 người khác tiếp xúc gần với nữ bệnh nhân #17 ở Hà Nội dương tính COVID-19. Hai bệnh nhân này là là bác ruột của bệnh nhân #17 (#19, sinh năm 1956) và người lái xe (#20) của gia đình.[41][42]

#### 8 tháng 3
- Ngày 8 tháng 3, 10 trường hợp mắc COVID-19 mới được ghi nhận.[43][44]
  - Sáng ngày 8 tháng 3, Bộ Y tế thông báo ca COVID-19 thứ #21 của Việt Nam. Bệnh nhân là người ngồi gần hàng ghế trên chuyến bay với bệnh nhân #17.[45][46][47]
  - Chiều ngày 8 tháng 3, thêm 8 trường hợp nhiễm mới được xác nhận, nâng tổng số ca nhiễm COVID-19 của Việt Nam lên 29.[48] Theo công bố của Bộ Y tế, 8 trường hợp mới bao gồm: 4 ca ở Quảng Ninh, 2 ca ở Lào Cai và 2 ca ở Đà Nẵng; tất cả đều là hành khách nước ngoài đến Việt Nam trên chuyến bay VN0054. Trong đó, các trường hợp ở Đà Nẵng là 2 du khách người Anh, sau khi đến Hà Nội trên chuyến bay VN0054, họ đến Đà Nẵng lúc 10 giờ 20 phút ngày 2 tháng 3 trên chuyến bay VN163. Hai du khách đã từng tới Đà Nẵng, Hội An, có sử dụng nhiều dịch vụ phương tiện công cộng và ăn uống bên ngoài trước khi được giám sát.[49][50]
  - Tối ngày 8 tháng 3, một trường hợp nhiễm mới COVID-19 (#30) được xác nhận là một hành khách nữ, quốc tịch Anh, sinh năm 1954 và đến Việt Nam trên chuyến bay VN0054, được điều trị tại Huế, nâng tổng số ca nhiễm COVID-19 tại Việt Nam lên 30 ca.[51][52][53][45]

#### 9 tháng 3
- Chiều ngày 9 tháng 3, Bộ Y tế xác nhận một bệnh nhân nam 49 tuổi người Anh (#31) dương tính SARS-CoV-2, đã đi trên chuyến bay VN0054. Đây là ca thứ 15 kể từ khi dịch bùng phát trở lại vào ngày 6 tháng 3 và là ca thứ 31 tại Việt Nam.[54]

#### 10 tháng 3
- Ngày 10 tháng 3, Việt Nam ghi nhận thêm 3 ca nhiễm mới:
  - Trưa 10 tháng 3, Bộ Y tế xác nhận một phụ nữ 24 tuổi dương tính SARS-CoV-2, trở về Thành phố Hồ Chí Minh từ Luân Đôn bằng máy bay thuê riêng, đến sân bay Tân Sơn Nhất vào sáng ngày 9 tháng 3. Bệnh nhân được đưa đến Bệnh viện dã chiến Củ Chi để cách ly và xét nghiệm, sau đó được điều trị tại Bệnh viện Bệnh Nhiệt đới Thành phố Hồ Chí Minh. Đây là trường hợp nhiễm thứ 4 được xác nhận tại thành phố và thứ #32 tại Việt Nam.[55][56][57]
  - Bệnh nhân #33 là nam, 58 tuổi, quốc tịch Anh. Đây là hành khách cùng đi trên chuyến bay VN0054 lưu trú tại thành phố Hội An, tỉnh Quảng Nam, theo thông tin từ Viện Pasteur Nha Trang công bố vào chiều 10 tháng 3.[58][59]
  - Một phụ nữ 51 tuổi, quốc tịch Việt Nam, được xác định là bệnh nhân thứ 34 (#34) nhiễm SARS-CoV-2 tại Việt Nam. Người phụ nữ này trở về Việt Nam từ Mỹ, nhập cảnh tại sân bay Tân Sơn Nhất, Thành phố Hồ Chí Minh vào sáng ngày 2 tháng 3 năm 2020, sau đó đi ô tô đến Bình Thuận. Sáng 9 tháng 3 người này nhập viện tại Bệnh viện Đa khoa tỉnh Bình Thuận và đã được xác nhận dương tính với virus một ngày hôm sau. Trong lượt đi, ngày 22 tháng 2, bệnh nhân bay từ Tân Sơn Nhất sang New York, quá cảnh tại Sân bay Incheon, Hàn Quốc trong 3 giờ. Đến ngày 29 tháng 2, bệnh nhân trở về Việt Nam từ Washington D.C., có quá cảnh trong 3 giờ tại Sân bay Hamad ở Doha, Qatar. Ngày 5 tháng 3, nữ bệnh nhân bắt đầu xuất hiện các triệu chứng.[60][61]

#### 11 tháng 3
- Ngày 11 tháng 3, Bộ Y tế công bố 4 ca nhiễm mới.[62] Cụ thể:
  - Trưa ngày 11 tháng 3, Việt Nam ghi nhận trường hợp thứ 35, là một nữ bệnh nhân 29 tuổi, nhân viên siêu thị ở quận Hải Châu, Đà Nẵng. Trước đó vào ngày 4 tháng 3, bệnh nhân có tiếp xúc với 2 người du khách Anh mắc bệnh COVID-19 (trường hợp #22 và #23).[62][63]
  - Chiều cùng ngày, Bộ Y tế công bố thêm 3 ca bệnh: thứ 36 (nữ – 64 tuổi), 37 (nữ – 37 tuổi) và 38 (nữ – 28 tuổi), lần lượt là người giúp việc, nhân viên và con dâu của trường hợp #34 từ Mỹ trở về, tất cả đều ở Bình Thuận.[45][64][65][66]
- Ngày 12 tháng 3, Việt Nam có thêm 6 ca mắc COVID-19, nâng tổng số ca mắc COVID-19 lên 44.[67]

#### 12 tháng 3
- - Sáng ngày 12 tháng 3, Bộ Y tế chính thức công bố ca mắc COVID-19 thứ 39[68] (trước đó vào tối ngày 11, báo chí đã đưa tin về ca nhiễm này).[69][70] Trường hợp thứ 39 là một nam bệnh nhân, 25 tuổi, là hướng dẫn viên du lịch ở quận Cầu Giấy, Hà Nội, đã từng tiếp xúc với bệnh nhân #24 ở tỉnh Ninh Bình.[45][68][71]
  - Chiều cùng ngày, Bộ Y tế thông báo có thêm 5 ca mắc COVID-19. Tất cả các ca này đều được xác nhận có liên quan đến bệnh nhân #34 ở Bình Thuận.[72]

#### 13 tháng 3
- Ngày 13 tháng 3, Việt Nam ghi nhận thêm 3 trường hợp mới:
  - Chiều ngày 13 tháng 3, Bộ Y tế công bố trường hợp dương tính thứ 45.[45] Bệnh nhân là nam, sống tại quận Tân Bình, Thành phố Hồ Chí Minh, có tiếp xúc gần với bệnh nhân #34 khi người này ăn tối và làm việc với vợ chồng bệnh nhân #34 tại tỉnh Bình Thuận vào ngày 3 tháng 3 năm 2020. Ngày 4 tháng 3, bệnh nhân trở lại Thành phố Hồ Chí Minh bằng xe cá nhân cùng với 3 người khác. Ngày 10 tháng 3, sau khi nhận thông tin #34 nhiễm virus, bệnh nhân đã tự cách ly tại nhà.[45][73] Ngày 12 tháng 3, bệnh nhân xuất hiện các triệu chứng nên đi khám và được cách ly tập trung tại quận Tân Bình, sau đó được đưa về Bệnh viện dã chiến Củ Chi. Sức khoẻ bệnh nhân đã ổn định.[45][74]
  - Chiều tối cùng ngày, Bộ Y tế công bố ca nhiễm thứ 46 và 47, cả hai đều ở Hà Nội.[45] Bệnh nhân #46 là một nữ tiếp viên hàng không 30 tuổi, ở Thanh Xuân, đi chuyến bay VN0054 từ Luân Đôn về Hà Nội ngày 9 tháng 3.[75][gc 1] Bệnh nhân #47 là nữ, 43 tuổi, làm giúp việc trong nhà của bệnh nhân #17, ở Trúc Bạch, Ba Đình. Đây lần lượt là ca nhiễm thứ 6 và thứ 7 được xác nhận tại Hà Nội.[45][76][77]

#### 14 tháng 3
- Ngày 14 tháng 3, có thêm 6 trường hợp dương tính với SARS-CoV 2:
  - Sáng ngày 14 tháng 3, Bộ Y tế xác nhận trường hợp dương tính thứ 48, ở Thành phố Hồ Chí Minh, là ca nhiễm thứ 11 liên quan đến bệnh nhân #34 và từng tiếp xúc #45.[45] Đây là một bệnh nhân nam ở phường 14, Quận 10, tiếp xúc #34 vào ngày 3 tháng 3 và đi cùng xe với #45 đến TP. HCM ngày 4 tháng 3. Ngày 13 tháng 3, bệnh nhân được cách ly tập trung tại Quận 10, tối cùng ngày được lấy mẫu xét nghiệm và cho kết quả dương tính vào sáng ngày 14.[45][78][79][80]
  - Bộ Y tế trưa cùng ngày công bố bệnh nhân thứ 49, quốc tịch Anh, đến Việt Nam trên chuyến bay VN0054 ngày 2 tháng 3, được cách ly và điều trị tại Huế từ ngày 8 tháng 3.[45][81][82][83]
  - Chiều ngày 14, có thêm 4 trường hợp nhiễm mới được công bố, Việt Nam vượt mốc 50 ca mắc COVID-19.[45][84][85][86]
    - Bệnh nhân thứ 50 là người đàn ông 50 tuổi từ Paris về nước ngày 9 tháng 3.
    - Bệnh nhân #51 là một nữ du học sinh Châu Âu, về Nội Bài trên chuyến bay QR968 ngày 11 tháng 3.
    - Bệnh nhân thứ 52 là nữ, 24 tuổi tại thành phố Hạ Long (Quảng Ninh). Du học sinh Anh này trở về Việt Nam từ Luân Đôn ngày 9 tháng 3.[87]
    - Bệnh nhân #53 là nam giới, quốc tịch Cộng hoà Séc, nhập cảnh vào Việt Nam ngày 10 tháng 3 từ chuyến bay QR970, từng quá cảnh tại sân bay Hamad ở Doha, Qatar.

#### 15 tháng 3
- Ngày 15 tháng 3, Việt Nam có 4 ca mắc COVID-19 mới, 2 ca chuyển biến nặng.
  - Chiều ngày 15 tháng 3, Việt Nam ghi nhận trường hợp thứ 54, là một nam giới 33 tuổi, quốc tịch Latvia, là khách du lịch đi từ Tây Ban Nha đến Thành phố Hồ Chí Minh vào ngày 8 tháng 3 trên chuyến bay TK162. Sau đó người này đã đi Phú Quốc (tỉnh Kiên Giang) trên chuyến bay QH1521 ngày 9 tháng 3 và lưu trú tại đây cho đến 13 tháng 3 trước khi về lại TP. HCM trên chuyến bay QH1524, ở tại Quận 1 và Quận 4. Bệnh nhân được điều trị cách ly tại Bệnh viện Bệnh Nhiệt đới TP. HCM.[45][88]
  - Tối cùng ngày, Bộ Y tế công bố thêm 3 trường hợp mắc COVID-19: 
    - Ca #55 là nam, 35 tuổi, là hành khách trên chuyến bay VN0018 từ Pháp về Nội Bài sáng 14 tháng 3, quốc tịch Đức.[89]
    - Ca #56 cũng là nam, 30 tuổi, quốc tịch Anh, là hành khách trên chuyến bay từ Anh về Nội Bài lúc 5h30 sáng 9 tháng 3.[89]
    - Ca #57 là bệnh nhân nam, 66 tuổi, quốc tịch Anh, bay tới Hà Nội từ London trên chuyến bay VN0054 ngày 9 tháng 3 (cùng chuyến bay với #46 là tiếp viên của Vietnam Airlines). Bệnh nhân sau đó đi Quảng Nam chơi và xuất hiện triệu chứng bệnh. Ngành y tế Quảng Nam đã lấy mẫu xét nghiệm gửi Viện Pasteur Nha Trang, kết quả cho thấy dương tính với SARS-CoV-2. Bệnh nhân được điều trị cách ly tại Quảng Nam.[90]

  - Cục Quản lý khám chữa bệnh ra công văn hoả tốc điều động đội cơ động phản ứng nhanh chống dịch COVID-19 để điều trị ca bệnh nặng.[91][92][93][94]

#### 16 tháng 3
- Ngày 16 tháng 3, Việt Nam ghi nhận thêm 4 trường hợp mắc COVID-19, riêng ở Hà Nội có 3 trường hợp.[95][96] Với số trường hợp nhiễm mới này, Hà Nội đã vượt qua Vĩnh Phúc trở thành địa phương có số ca nhiễm cao nhất cả nước.
  - Bệnh nhân 58 là nữ, 26 tuổi, nhà tại phố Yên Thế, phường Điện Biên, quận Ba Đình, Hà Nội. Người này du học tại Pháp, nhập cảnh sân bay Nội Bài ngày 15 tháng 3. Trung tâm kiểm soát bệnh tật Hà Nội sàng lọc, lấy mẫu xét nghiệm và có kết quả dương tính SARS-CoV-2. Bệnh nhân và những người tiếp xúc gần đã được cách ly và điều trị tại Bệnh viện Bệnh Nhiệt đới Trung ương cơ sở Đông Anh.[95]
  - Bệnh nhân 59 là tiếp viên trên chuyến bay VN0054 ngày 2 tháng 3 từ Luân Đôn về Hà Nội. Ngày 14 tháng 3, bệnh nhân bắt đầu ho, sốt và kết quả xét nghiệm dương tính. Cô này được cách ly và điều trị tại Bệnh viện bệnh nhiệt đới Trung ương cơ sở Đông Anh, sức khoẻ ổn định.[95]
  - Bệnh nhân #60 là nam (29 tuổi, quốc tịch Pháp), là hành khách trên chuyến bay từ Pháp về Nội Bài ngày 9 tháng 3.[97]
  - Buổi tối ngày 16 tháng 3, xuất hiện ca bệnh đầu tiên tại Ninh Thuận, là nam bệnh nhân tại thôn Văn Lâm 3, xã Phước Nam, huyện Thuận Nam, tỉnh Ninh Thuận. Người đàn ông 42 tuổi này đi Malaysia ngày 27 tháng 2, trở về Việt Nam trên chuyến bay VJ826 tới Cảng hàng không quốc tế Tân Sơn Nhất ngày 4 tháng 3. Ngày 10 tháng 3, bệnh nhân có biểu hiện đau họng, sốt và đến Bệnh viện đa khoa tỉnh Ninh Thuận khám vào ngày 15 tháng 3.[98]

#### 17 tháng 3
- Ngày 17 tháng 3, có thêm 5 bệnh nhân mắc COVID-19: 1 người tại Quảng Ninh, 1 người tại Hà Nội và 3 người tại Thành phố Hồ Chí Minh.[45][99][100][101][102]
  - Người bệnh #62 là nam, 18 tuổi, trú tại Quận Hoàn Kiếm, Hà Nội. Du học sinh Anh này về Việt Nam trên chuyến bay của Vietnam Airlines hạ cánh xuống Vân Đồn (Quảng Ninh) ngày 16 tháng 3.
  - Ca #63 là du học sinh tại Anh, 21 tuổi, địa chỉ ở C2 Chung cư Mandarin Garden, đường Hoàng Minh Giám, phường Trung Hòa, Quận Cầu Giấy, Hà Nội. Người này nhập cảnh Nội Bài ngày 15 tháng 3 từ chuyến bay G564.
  - Bệnh nhân #64 là nữ, 36 tuổi, trú tại phường 2, Quận 8, Thành phố Hồ Chí Minh, có tiền sử mắc viêm gan siêu vi B, đi từ Thuỵ Sĩ tới Dubai và về Việt Nam ngày 12 tháng 3 trên chuyến bay EK392 từ Thuỵ Sĩ quá cảnh Dubai về Cảng hàng không sân bay Tân Sơn Nhất. Chị này được đưa đi cách ly tập trung tại Quận 8 ngày 16 tháng 3, được theo dõi tại Bệnh viện dã chiến Củ Chi với tình trạng sức khỏe ổn định.
  - Bệnh nhân #65 là nữ, 28 tuổi, sống tại phường 7, Quận Gò Vấp, Thành phố Hồ Chí Minh, làm việc tại một công ty ở phường Bến Nghé, Quận 1. Bệnh nhân có tiếp xúc với #45 và #48 trong hai ngày mùng 7 và mùng 10 tháng 3. Chiều 11 tháng 3, công ty nơi chị này làm việc ngừng hoạt động; tự cách ly tại nhà. Hai ngày sau, bệnh nhân được cách ly tập trung tại Quận 8 và được xác định dương tính với virus SARS-CoV-2.
  - Ca nhiễm #66 cũng là nữ, 21 tuổi, trú tại Chung cư Park View, số 107 Nguyễn Đức Cảnh, Phú Mỹ Hưng, Quận 7. Ngày 14 tháng 3, bệnh nhân xuất phát từ Mỹ (Pennsylvania    Philadenphia) tới Toronto - Canada và quá cảnh ở Đài Loan, đến Việt Nam ngày 16 tháng 3 trên chuyến bay BR 395 (của Hãng hàng không EVA Air). Người này được lấy mẫu xét nghiệm trong cùng ngày. Mẫu bệnh phẩm được Viện Pasteur Thành phố Hồ Chí Minh xét nghiệm cho kết quả dương tính.
- Việt Nam tạm ngừng cấp thị thực cho người nước ngoài nhập cảnh.

#### 18 tháng 3
- Ngày 18 tháng 3, Việt Nam có thêm 10 ca nhiễm COVID-19. Đây là lần thứ hai kể từ ngày 8 tháng 3, số ca nhiễm mới được ghi nhận tăng thêm 10 người trong một ngày. Như vậy, tính từ khi dịch bệnh bùng phát trở lại vào ngày 6 tháng 3 đến thời điểm này, Việt Nam đã ghi nhận thêm 60 trường hợp mắc mới COVID-19.
  - Sáng ngày 18 tháng 3, Bộ Y tế ghi nhận một người đàn ông 36 tuổi ở xã Phước Nam, huyện Thuận Nam, tỉnh Ninh Thuận là bệnh nhân thứ 67 (#67).[45] Người này đã đi trên chuyến bay VJ826, cùng với bệnh nhân #61 từ Malaysia về Việt Nam ngày 4 tháng 3, hạ cánh ở Sân bay Tân Sơn Nhất.[103]
  - Trưa cùng ngày, Bộ Y tế công bố thêm ca dương tính thứ 68 (#68). Bệnh nhân là nam, 41 tuổi, quốc tịch Mỹ, lấy vợ người Việt Nam có địa chỉ tại thành phố Đà Nẵng. Người này xuất cảnh đi nước ngoài từ ngày 11 tháng 2, đã đi qua nhiều nước như Ấn Độ, Tây Ban Nha, Maroc, Thuỵ Sỹ, Đức, Hungary, Hà Lan. 11 giờ 25 phút ngày 13 tháng 3, bệnh nhân đi chuyến bay SQ323, ghế ngồi 57H từ Amsterdam (Hà Lan) đến Singapore lúc 5 giờ 55 phút ngày 14 tháng 3; 9 giờ 15 phút ngày 14 tháng 3, người này đi từ Singapore đến thành phố Đà Nẵng trên chuyến bay MI 632, ghế ngồi 15F, đến cửa khẩu Sân bay quốc tế Đà Nẵng lúc 11 giờ ngày 14 tháng 3.[104][105][106][107]
  - Tối cùng ngày, Bộ Y tế công bố thêm 7 ca mắc COVID-19, gồm 1 ca ở TP.HCM, 1 ca ở Hà Nội, 1 ở Hải Dương và 1 ở Bắc Ninh, nâng tổng số ca mắc COVID-19 tại Việt Nam lên con số 75.[108]
  - 23 giờ tối cùng ngày, Việt Nam ghi nhận ca thứ 76. Bệnh nhân là nam, 52 tuổi, quốc tịch Pháp, đến Việt Nam trên chuyến bay TK162 ngày 10 tháng 3, hạ cánh tại sân bay Tân Sơn Nhất. Từ ngày 10 đến 16 tháng 3, bệnh nhân đã đi TP. HCM, Cần Thơ, Hội An và Huế, sau đó đến Ninh Bình và được lấy mẫu xét nghiệm tại đây. Kết quả của Viện Vệ sinh dịch tễ trung ương cho biết bệnh nhân đã dương tính với SARS-CoV-2. Bệnh nhân được cách ly, sức khỏe ổn định.[109][110][111]

#### 19 tháng 3
- Tối ngày 19 tháng 3, Bộ Y tế xác nhận thêm 9 ca dương tính với SARS-CoV-2, bao gồm 4 người ở Hà Nội và 5 người tại Thành phố Hồ Chí Minh, nâng tổng số bệnh nhân trên cả nước lên 85.[45][112][113][114]

#### 20 tháng 3
- Ngày 20 tháng 3, Bộ Y tế công bố thêm 6 trường hợp nhiễm COVID-19. Một trường hợp bị nhiễm trước đó đã phục hồi và ra viện.
  - Sáng ngày 20 tháng 3, bệnh nhân thứ 18 ở Ninh Bình đã được chữa trị và xuất viện, nâng tổng số bệnh nhân đã hồi phục lên 17.[115][116][117]
  - Trưa ngày 20 tháng 3, Bộ Y tế công bố thêm 2 bệnh nhân nhiễm SARS-CoV-2 tại Hà Nội, nâng tổng số ca nhiễm lên 87. Bệnh nhân 86 là nữ, 54 tuổi. Bệnh nhân 87 là nữ, 34 tuổi, qua rà soát phát hiện bệnh nhân có tiếp xúc gần với bệnh nhân 86 - cũng là đồng nghiệp tại Bệnh viện Bạch Mai.[118][119][120][121]
  - Tối cùng ngày, Việt Nam có thêm 3 ca ở TP. HCM và 1 ca ở Hà Nội đã được Bộ Y tế xác nhận, nâng tổng số ca nhiễm lúc này lên 91.[45][122]

#### 21 tháng 3
- Ngày 21 tháng 3, thêm 3 trường hợp dương tính mới.
  - Chiều ngày 21 tháng 3, Bộ Y tế công bố trường hợp #92 mắc COVID-19. Theo thông báo từ Bộ Y tế, bệnh nhân 92 là nam 21 tuổi; trú tại Phường 9, thành phố Đà Lạt, tỉnh Lâm Đồng, là du học sinh tại Pháp. Ngày 16 tháng 3 bệnh nhân đi từ Paris (Pháp) đến Doha (Qatar) trên chuyến bay của Hãng hàng không Qatar Airways số hiệu QR40, hàng ghế 29 và tiếp đó trên chuyến bay cũng của Hãng hàng không Qatar Airways số hiệu EK970, số ghế 18D, tới sân bay Tân Sơn Nhất ngày 17 tháng 3.[123]
  - Tối cùng ngày, Bộ Y tế ghi nhận bệnh nhân 93 và 94, cả hai được điều trị tại Bệnh viện Bệnh Nhiệt đới Trung ương cơ sở Đông Anh ở Hà Nội, lần lượt là người trở về từ Hungary và Cộng hòa Séc.[45][124]
- Việt Nam tạm ngừng nhập cảnh khách nước ngoài.

#### 22 tháng 3
- Ngày 22 tháng 3, số ca nhiễm được xác nhận tại Việt Nam vượt mốc 100, tăng 19 ca chỉ trong một ngày. Đây là mức tăng cao nhất kể từ đầu dịch.
  - Chiều ngày 22 tháng 3, Bộ Y tế công bố thêm 4 ca bệnh COVID-19, tất cả đều trú tại TP.HCM, gồm 2 người Việt Nam và 2 người nước ngoài:[125][126]
    - Bệnh nhân #95 là nam du học sinh tại Pháp, 20 tuổi, người Việt Nam, ở quận Gò Vấp, TP. HCM. Ngày 17 tháng 3, bệnh nhân từ Paris lên chuyến bay của AirFrance AF258 tới sân bay Tân Sơn Nhất ngày 18 tháng 3.
    - Bệnh nhân #96 là nữ, 21 tuổi, ở Quận 8, TP. HCM. Trong 2 tuần trước khi về Việt Nam, cô đã đi Bỉ, Đức, Czech và Pháp. Cô từ Pháp về Việt Nam, quá cảnh Dubai trên chuyến bay của Emirates EK392, nhập cảnh sân bay Tân Sơn Nhất ngày 19 tháng 3.
    - Bệnh nhân #97 là nam, 34 tuổi, quốc tịch Anh, ở Quận 4, TP. HCM, là giáo viên ngoại ngữ tại Việt Nam. Bệnh nhân đã ở Malaysia trong 2 tuần trước khi về Việt Nam. Ngày 13 tháng 3 anh từ Penang lên chuyến bay của AirAsia AK1502 đến sân bay Tân Sơn Nhất trong cùng ngày. Ngày 14 tháng 3, bệnh nhân có đến quán bar Buddha (nơi bệnh nhân #91 – phi công của Vietnam Airlines đến cùng ngày).
    - Bệnh nhân #98 là nam, 34 tuổi, người Anh, sống tại Quận 4, TP. HCM (ở cùng với #97), là giáo viên ngoại ngữ tại Việt Nam.

  - Không lâu sau các ca nhiễm trên, vào khoảng 17 giờ 15 phút cùng ngày, Bộ Y tế tiếp tục thông báo thêm một trường hợp mắc COVID-19 khác, cũng tại TP.HCM. Bệnh nhân là nam giới, trở về từ Pháp ngày 18 tháng 3 trên chuyến bay của hãng hàng không AirFrance số hiệu AF258, số ghế 33H.[127]
  - 21 giờ 30 phút cùng ngày, số trường hợp mắc đã lên đến 113, trong đó:[128][129][130][131]
    - Bệnh nhân thứ 100 địa chỉ ở Quận 8, Thành phố Hồ Chí Minh, từ Kuala Lumpur về Việt Nam trên chuyến bay AK524 của hãng AirAsia, có tiền sử bệnh đái tháo đường và viêm khớp. Bệnh nhân đã được hướng dẫn tự cách ly tại nhà, tuy nhiên, trong thời gian từ ngày 4 đến 17 tháng 3, bệnh nhân vẫn đi lễ 5 lần/ngày tại Thánh đường Hồi giáo Jamiul Anwar ở đường Dương Bá Trạc, phường 1, Quận 8, TP. HCM.[132]
    - Các bệnh nhân 101, 102, 103, 104 cùng đi trên chuyến bay số hiệu VN0050 của Vietnam Airlines từ Anh về sân bay Cần Thơ sáng 18 tháng 3. #103 và #104 trú tại Thành phố Hồ Chí Minh, trong khi bệnh nhân 102 địa chỉ tại Hà Nội và #101 tại Bà Rịa – Vũng Tàu.
    - Hai nữ bệnh nhân 105 (35 tuổi), 106 (20 tuổi) bay từ Malaysia tới sân bay Cần Thơ sáng 18 tháng 3 trên chuyến bay AK575 của AirAsia; họ đều trú tại An Giang.
    - Bệnh nhân 107 (25 tuổi) là con gái và sống cùng bệnh nhân 86, trú tại Thanh Xuân, Hà Nội.
    - Nam bệnh nhân 108, 19 tuổi, địa chỉ Cầu Giấy (Hà Nội) là du học sinh tại Anh, về nước trên chuyến bay VN0054 ngày 18 tháng 3.
    - Bệnh nhân 109 (nam) là một giảng viên của trường đại học tại Anh, 42 tuổi, địa chỉ ở Hoàng Mai, Hà Nội. Người này về nước ngày 15 tháng 3, đã quá cảnh tại Băng Cốc, Thái Lan trước khi về Việt Nam trên chuyến bay TG560
    - Bệnh nhân 110 là nam (du học sinh Mĩ), 19 tuổi ở Đống Đa, Hà Nội, về nước ngày 19 tháng 3; đã quá cảnh tại Nhật Bản và tiếp tục về Hà Nội trên chuyến bay JL571.
    - Nữ bệnh nhân 111 (25 tuổi) trú tại Hải Hậu, Nam Định là du học sinh Pháp, trở về Việt Nam ngày 18 tháng trên chuyến bay VN018.
    - Bệnh nhân 112 là nữ, 30 tuổi, ở Hoàn Kiếm, Hà Nội là du học sinh tại Pháp về nước vào sáng ngày 18 tháng 3, trên chuyến bay VN018 hạ cánh xuống sân bay Nội Bài.
    - Bệnh nhân 113 là một du học sinh tại Anh, 18 tuổi ở Hoàn Kiếm, Hà Nội, về Việt Nam ngày 18 tháng 3 trên chuyến bay VN0054.

#### 23 tháng 3
- Ngày 23 tháng 3[133][134]
  - Sáng ngày 23 tháng 3, Việt Nam ghi nhận thêm 3 trường hợp dương tính SARS-CoV-2 (ca thứ 114 – 116). Trong các ca nhiễm mới này, có 2 trường hợp trở về từ nước ngoài, 1 trường hợp là bác sĩ khoa cấp cứu Bệnh viện Bệnh nhiệt đới trung ương cơ sở 2.[135]
  - Trưa cùng ngày, Bộ Y tế công bố thêm 2 trường hợp nhiễm COVID-19, là ca thứ 117 và 118. Các bệnh nhân này đều bị lây nhiễm từ Campuchia, về Việt Nam qua cửa khẩu đường bộ ở Tây Ninh, được cách ly và điều trị tại Bệnh viện đa khoa tỉnh Tây Ninh.[136]
  - Không lâu sau 13 giờ, Bộ Y tế công bố thêm 3 ca nhiễm, bao gồm:[133][137]
    - Ca thứ 119 là nam, 29 tuổi, trú tại Quận Bình Thạnh, làm việc cho một công ty tư vấn tài chính ở đường Lê Duẩn, phường Bến Nghé, Quận 1. Từ ngày 1 tháng 3 đến ngày 15 tháng 3, anh thường xuyên di chuyển giữa Việt Nam, Indonesia, Thái Lan, không nhớ số hiệu và ngày giờ chuyến bay. Anh tiếp tục đi làm và tới một số địa điểm ăn uống, giải trí, tập thể thao. Ngày 19 tháng 3, bệnh nhân có triệu chứng, ngày 20 đến Bệnh viện FV khám và nhập viện, lấy mẫu xét nghiệm.
    - Bệnh nhân 120 là nam, 27 tuổi, trú tại Quận 2, sống ở Việt Nam từ ngày 11 tháng 2, là một giáo viên dạy ngoại ngữ, tiếp xúc gần với "bệnh nhân 91" ngày 14 tháng 3, cùng nhau đến một số quán ăn, nơi vui chơi, trong đó có quán bar Buddha. Sau khi người bạn phi công (#91) dương tính, chiều ngày 19 anh được cách ly tập trung tại Quận 2, lấy mẫu bệnh phẩm ngày 20. Ngày 21 tháng 3, anh có triệu chứng, được đưa tới Bệnh viện dã chiến Củ Chi.
    - Ca thứ 121 là nam, 58 tuổi, trú tại quận Tân Bình. Ông này cùng vợ đi từ New York về Việt Nam, có quá cảnh ở sân bay Narita, Nhật Bản trên chuyến bay của All Nippon Airways NH831, nhập cảnh Tân Sơn Nhất ngày 19 tháng 3. Xét nghiệm ngày 23 tháng 3 cho kết quả dương tính. Ông được cách ly theo dõi tại Trung tâm Y tế huyện Cần Giờ (Bệnh viện Dã chiến Cần Giờ).

  - Tối cùng ngày, Bộ Y tế công bố thêm trường hợp #122 mắc COVID-19. Bệnh nhân là nữ, 24 tuổi, quốc tịch Việt Nam, quê huyện Can Lộc, tỉnh Hà Tĩnh, là nhân viên quán rượu tại Bangkok (Thái Lan), có tiếp xúc với nhiều người không đeo khẩu trang. Ngày 20 tháng 3, cô ra sân bay quốc tế Suvarnabhumi, đi chuyến bay của Thai Airways TG947 đến sân bay Đà Nẵng lúc 12 giờ 20 cùng ngày.[138]
    - Cũng trong tối 23 tháng 3, Bộ Y tế công bố thêm trường hợp #123 là nữ, 17 tuổi, quốc tịch Việt Nam, trú tại huyện Bình Đại, tỉnh Bến Tre. Bệnh nhân sống tại Sarawak, Malaysia khoảng 3 đến 4 tháng nay. Ngày 17 tháng 3, bệnh nhân từ Malaysia sang Bandar Seri Begawan, Brunei, đi chuyến bay của Royal Brunei Airlines BI381 tới sân bay Tân Sơn Nhất vào trưa cùng ngày. Bệnh nhân đi Bến Tre chiều 17 tháng 3 sau đó được bạn đón về nhà, tự cách ly tại nhà. Ngày 21 tháng 3, bệnh nhân được lấy mẫu xét nghiệm, cả bệnh nhân và 2 người tiếp xúc tại nhà lúc đó chưa có dấu hiệu bệnh. Viện Pasteur TP. Hồ Chí Minh xác nhận mẫu bệnh phẩm dương tính với virus SARS-CoV-2 vào ngày 22 tháng 3. Bệnh nhân đã được cách ly và điều trị tại Trung tâm y tế huyện Bình Đại, tỉnh Bến Tre.[139][140][141]

#### 24 tháng 3
- Tối ngày 24 tháng 3, Bộ Y tế công bố thêm 11 ca mắc COVID-19, nâng tổng số ca mắc tại Việt Nam lên 134 trường hợp.[142][142][143][144]
  - Toàn bộ 4 bệnh nhân mới tại Thành phố Hồ Chí Minh đều có liên quan đến quán bar Buddha.
    - Bệnh nhân 124, quốc tịch Brazil, 52 tuổi, địa chỉ tại Quận 2, Thành phố Hồ Chí Minh. Người đàn ông này làm việc tại hai chi nhánh của công ty giày ở huyện Vĩnh Cửu, Đồng Nai và Quận 2. Ông này từng đến quán bar Buddha vào ngày 14 tháng 3. Ngày 22 tháng 3, ông được cách ly tại Quận 9 với sức khỏe ổn định. Mẫu xét nghiệm lấy cùng ngày được Viện Pasteur Thành phố Hồ Chí Minh kết luận dương tính. Người này đã được theo dõi và điều trị tại Bệnh viện dã chiến Củ Chi.
- Trong số 5 bệnh nhân nặng tại thời điểm ngày 24 tháng 3, các bệnh nhân 50 và 69 từng rơi vào tình trạng nguy kịch đã có sức khoẻ ổn định hơn.[145][146]

#### 25 tháng 3
- Ngày 25 tháng 3, Bộ Y tế tiếp tục công bố thêm loạt 7 ca dương tính SARS-CoV-2 mới. Trong số đó có sáu người từ nước ngoài về, nâng tổng số ca bệnh tại Việt Nam đến thời điểm này lên con số 141.[147][148]

#### 26 tháng 3
- Ngày 26 tháng 3[149]
  - Sáng ngày 26 tháng 3, Việt Nam ghi nhận thêm 7 trường hợp nhiễm COVID-19, nâng tổng số ca mắc tại nước ta lên 148. Trong số đó có 2 ca có thời gian sống trong cộng đồng, bao gồm:[150][151][152]
    - Trường hợp 142, sau khi nhập cảnh ngày 10 tháng tại sân bay Tân Sơn Nhất, TP. HCM, bệnh nhân đã đến thăm người nhà tại Bệnh viện Bình Dân, Lãnh sự quán Hoa Kỳ và đã tiếp xúc một số cán bộ công tác tại xã Tân Túc, huyện Bình Chánh. Ngày 23 tháng 3, bệnh nhân được lấy mẫu bệnh phẩm, được cách ly và điều trị tại Bệnh viện Dã chiến huyện Cần Giờ.
    - Trường hợp 148 là du khách Pháp đến Việt Nam ngày 12 tháng 3 trên chuyến bay VN0018. Từ ngày 12 đến 19 tháng 3, người này có đi đến nhiều điểm ở Hà Nội. Ngày 19 tháng 3, bệnh nhân được Trung tâm Y tế Đống Đa lấy mẫu xét nghiệm và bệnh nhân tự cách ly tại nhà. Ngày 24 tháng 3, có kết quả xét nghiệm dương tính với SARS-CoV-2, bệnh nhân sau đó được đưa vào cách ly và điều trị tại Bệnh viện Bệnh nhiệt đới Trung ương cơ sở 2 ở Đông Anh (Hà Nội).

  - 18 giờ chiều 26 tháng 3, Việt Nam ghi nhận thêm 5 ca nhiễm mới, nâng tổng số ca lên 153.[153] Trong đó bao gồm 4 người ở TP. HCM, 1 người Hà Nội xác nhận tại Quảng Ninh;[154] cũng như trong số đó, có hai người từ nước ngoài về Việt Nam trong khoảng thời gian 21 đến 23 tháng 3 và đều được cách ly ngay sau khi nhập cảnh. Ba ca còn lại lây từ các bệnh nhân COVID-19 khác trong nước, đã di chuyển đến nhiều địa điểm và tiếp xúc với nhiều người trước khi được cách ly.[155][156][157][158]
  - Các bệnh nhân 22, 23, 35 được tuyên bố khỏi bệnh, tiếp tục được cách ly 14 ngày sau khi ra viện.[159]

#### 27 tháng 3
- Ngày 27 tháng 3, Việt Nam ghi nhận thêm 10 trường hợp mắc mới COVID-19 và 3 trường hợp mắc trước đó đã xuất viện. Như vậy, tính đến nay, Việt Nam đã có 163 ca dương tính, 20 ca phục hồi, chưa ghi nhận trường hợp tử vong.[160][161][162][163][164]
  - Sáng ngày 27 tháng 3, tại thành phố Đà Nẵng, 3 trường hợp mắc trước đó đã được xuất viện, là các bệnh nhân #22, 23 và 35. Như vậy, tính đến thời điểm đó, Việt Nam đã 20 ca phục hồi và chưa ghi nhận trường hợp tử vong.[160]
  - Chiều tối ngày 27 tháng 3, Bộ Y tế công bố thêm 10 trường hợp mắc COVID-19 mới, nâng tổng số ca nhiễm lên 163. Bốn trong số mười bệnh nhân mới là những người từ nước ngoài về Việt Nam trong khoảng thời gian từ ngày 21 tới 23 tháng 3 và đã được cách ly ngay sau khi nhập cảnh. Sáu người lây nhiễm trong nước, trong đó có 3 ca liên quan Bệnh viện Bạch Mai và 3 ca từng đến quán bar Buddha ở TP. HCM. Trong đó, một số ca nhiễm đáng chú ý bao gồm:[163]
    - Trường hợp 161 là một bà cụ 88 tuổi, ngụ tại Tân Quang, Văn Lâm, Hưng Yên. Ngày 17 tháng 3, bà bị đau đầu, hôn mê, được đưa tới Bệnh viện Phố Nối ở Hưng Yên để chụp CT và được chẩn đoán chảy máu não, não thất. Bà được đưa đến Bệnh viện Bạch Mai, nằm cùng phòng với người mắc COVID-19 thứ 133 từ ngày 17 đến 22 tháng 3; tình trạng đã cải thiện. Ngày 24 tháng 3, Bệnh viện Bạch Mai lấy mẫu xét nghiệm COVID-19 và cho kết quả dương tính ngày 25, sau đó bệnh nhân được chuyển đến và điều trị tại Bệnh viện Bệnh Nhiệt đới Trung ương cơ sở 2.
    - Trường hợp 162 là nữ, 63 tuổi, tại Long Biên, Hà Nội, là con dâu của bệnh nhân #161 và từng đến viện chăm sóc cho #161. Kết quả xét nghiệm cho thấy dương tính SARS-CoV-2 vào ngày 25 tháng 3 tại Bệnh viện Bệnh nhiệt đới Trung ương cơ sở 2. Tuy nhiên, sau khi phân tích dịch tễ, nhóm chuyên gia của Bệnh viện Bạch Mai phát hiện bệnh nhân 162 đã nhiễm virus từ lâu trước đó. Phó Giám đốc Bệnh viện Bạch, ông Mai Dương Đức Hùng cho biết bệnh nhân 162 có "kết quả dương tính yếu ớt, thời gian lên dương tính chậm và lượng virus trong cơ thể rất thấp". Sau đó ông đã kết luận bệnh nhân 162 có thể đã nhiễm virus từ bên ngoài, trước khi vào viện và tiếp xúc #161 từ ngày 17 đến 22 và nằm phòng cùng với #133.[165]

#### 28 tháng 3
- - Sáng ngày 28 tháng 3, Bộ Y tế công bố 6 ca dương tính virus SARS-CoV-2, có 2 ca có liên quan đến Bệnh viện Bạch Mai.[166]
  - Chiều cùng ngày, Bộ Y tế tiếp tục công bố thêm 5 trường hợp mới. Trong đó, có 3 trường hợp được ghi nhận có liên quan đến Bệnh viện Bạch Mai.[167][168][169]

#### 29 tháng 3
- - Sáng ngày 29 tháng 3, Việt Nam có thêm 5 ca dương tính mới. Trong đó:[170]
    - Bốn bệnh nhân #175, #176, #177, #178 đều làm việc tại công ty Trường Sinh – chuyên cung cấp dịch vụ cho Bệnh viện Bạch Mai, đã từng tiếp xúc nhiều người.
    - Bệnh nhân #179 không rõ giới tính, nhập cảnh Việt Nam ngày 18 tháng 3 trên chuyến bay EK394.

  - Tối cùng ngày, Bộ Y tế công bố tiếp 9 trường hợp mắc COVID-19, nâng tổng số trường hợp mắc tại Việt Nam lên 188.[171] Trước đó, Bộ Y tế cũng cho hay 4 trường hợp điều trị ở Thành phố Hồ Chí Minh đã bình phục và ra viện.[172]

#### 30 tháng 3
- - Sáng ngày 30 tháng 3, Việt Nam có thêm 7 ca dương tính mới, nâng tổng số trường hợp mắc COVID-19 lên 194 người (do có một người được tính hai lần).[173][174] Tất cả đều là nhân viên của công ty Trường Sinh.
  - Cũng trong sáng 30 tháng 3, 27 người điều trị tại Bệnh viện Bệnh Nhiệt đới Trung ương cơ sở 2 đã được xuất viện. 27 người bao gồm các bệnh nhân số 17, 25, 27, 29, 39, 46, 47, 51, 55, 56, 58, 59, 60, 62, 69, 70, 71, 77, 85, 88, 93, 110, 112, 113, 130, 140 và 187.[175][176] Chiều cùng ngày, 3 người điều trị ở Thành phố Hồ Chí Minh là các bệnh nhân số 53, 75 và 89 cũng đã được xuất viện,[177] nâng tổng số người xuất viện trong ngày lên 30 – nhiều nhất trong ngày kể từ khi có dịch.
  - Chiều tối ngày 30 tháng 3, Bộ Y tế xác nhận thêm 9 ca nhiễm mới, trong đó có 8 ca liên quan đến Bệnh viện Bạch Mai, gồm 7 nhân viên của Công ty Trường Sinh và 1 người tới khám. Ca còn lại là người từ Hy Lạp về Việt Nam trên chuyến bay TK162, số ghế 21A, quá cảnh ở Thổ Nhĩ Kỳ, nhập cảnh sân bay Tân Sơn Nhất, TP HCM, ngày 17 tháng 3 và đưa cách ly tập trung tại Trung đoàn 260, huyện Nhà Bè. Sức khỏe tất cả các bệnh nhân đều ổn định. Số ca nhiễm lúc này ở Việt Nam đã vượt qua mốc 200 người, là 203.[178][179][180][181]
  - Có tới 30 bệnh nhân được công bố khỏi bệnh, 3 ca nguy kịch ổn định hơn.[182]

#### 31 tháng 3
- Một cậu bé 10 tuổi, quốc tịch Việt Nam, có địa chỉ tại Quận 2, Thành phố Hồ Chí Minh, từng đi từ Cộng hoà Séc tới Thổ Nhĩ Kỳ ngày 14 tháng 3 năm 2020 và từ Thổ Nhĩ Kỳ về Việt Nam ngày 15 tháng 3 (cùng chuyến bay với BN83), trên chuyến bay số hiệu TK162. Khi nhập cảnh, bệnh nhân không có triệu chứng, được cách ly tại Trường Quân sự Quân khu 7, Quận 12. Mẫu xét nghiệm ngày 18 tháng 3 cho kết quả âm tính. Ngày 17 tháng 3, bệnh nhân được xét nghiệm lại, được xác định dương tính với nCoV. Bệnh nhi được theo dõi tại Bệnh viện Dã chiến Cần Giờ.[183][184]
- Vào buổi chiều, Bộ Y tế thông báo xác nhận thêm 3 ca nhiễm mới, trong đó 1 người là nhân viên công ty Trường Sinh, 2 người liên quan tới bệnh nhân 124 ở TP. HCM.[185]
- Ba bệnh nhân 32, 49, 54 đã khỏi bệnh.[186]
- Thủ tướng Chính phủ Nguyễn Xuân Phúc ban hành Chỉ thị số 16 về việc cách ly xã hội trên phạm vi cả nước trong vòng 15 ngày để phòng chống Covid-19, từ 0h ngày 1 tháng 4.

### Tháng 4
- Ngày 1 tháng 4, Việt Nam ghi nhận thêm 11 ca nhiễm mới,[45] bao gồm:[187]
  - Sáng ngày 1 tháng 4, Bộ Y tế công bố 5 bệnh nhân COVID-19 mới, bao gồm 3 người điều trị tại Hà Nội, 1 Ninh Bình và 1 Hà Tĩnh, nâng tổng số bệnh nhân cả nước lên 212. Trong số này có một người bị lây nhiễm trong cộng đồng, 1 người là nhân viên công ty Trường Sinh cung cấp dịch vụ cho Bệnh viện Bạch Mai, 3 người nhập cảnh từ nước ngoài.[188][189]
  - Theo báo cáo của Viện Vệ sinh dịch tễ trung ương, tính đến 19 giờ cùng ngày, Việt Nam ghi nhận thêm 6 ca COVID-19 mới, nâng tổng số ca nhiễm cả nước lên 218. Trong đó có ba người liên quan Bệnh viện Bạch Mai và 3 người từ nước ngoài về, tất cả đều được điều trị tại Hà Nội.[190]
- Ngày 2 tháng 4, cả nước ghi nhận thêm 9 ca nhiễm mới được xác nhận, nâng tổng số lên 227, trong đó 75 ca đã xuất viện.[191][192][193]
  - Sáng ngày 2 tháng 4, Bộ Y tế công bố 4 ca dương tính SARS-CoV-2. Trong đó 1 ca là người nhà đi chăm sóc bệnh nhân tại Bệnh viện Bạch Mai, 3 ca được cách ly ngay sau khi nhập cảnh.[194]
  - Chiều cùng ngày, Bộ Y tế tiếp tục công bố thêm 5 ca mắc COVID-19 mới, nâng tổng số ca trong ngày lên 9 và trên cả nước là 227. Trong các ca được xác nhận, có 1 ca liên quan đến Công ty Trường Sinh, 2 ca có tiếp xúc gần với bệnh nhân mắc COVID-19 đã được công bố, 2 ca từ nước ngoài về.[195][196]
- Ngày 3 tháng 4[197]
  - Sáng ngày 3 tháng 4, Bộ Y tế công bố 10 trường hợp điều trị khỏi và xuất viện, 6 trường hợp mắc mới COVID-19. Như vậy, cả nước có 233 trường hợp mắc, 85 ca đã phục hồi.[198][199][200][201]
  - Tối cùng ngày, Bộ Y tế thông tin 4 trường hợp mắc COVID-19. Trong đó có 2 trường hợp từng đến quán bar Buddha (TP. Hồ Chí Minh) và một trường hợp đi nhiều nơi là #237 người Thụy Điển, đến Việt Nam từ cuối tháng 12 năm 2019, từng đi nhiều nơi tại Ninh Bình (17 tháng 3), TP. HCM (21, 22 tháng 3) và trở lại Hà Nội từ ngày 22 tháng 3 đến nay. Ông bị ung thư máu (bạch cầu cấp). Ngày 26 tháng 3, ông gặp tai nạn và được chở cấp cứu vào Bệnh viện Việt Pháp, sau đó quay lại khách sạn. Ngày 31 ông bị chảy máu mũi, được người nhà đưa vào Bệnh viện Đa khoa Đức Giang, khám và chuyển đến Viện Huyết học và truyền máu trung ương. Sáng 1 tháng 4, xét nghiệm cho kết quả dương tính với SARS-CoV-2.[202][203][204]
  - Nam bệnh nhân 161, 88 tuổi có diễn biến nặng.[205]
- Ngày 4 tháng 4, Việt Nam ghi nhận thêm 3 trường hợp mới, nâng tổng số nhiễm lên 240 và 5 người được xuất viện, nâng tổng số phục hồi lên 90.
  - Sáng ngày 4 tháng 4, Bộ Y tế công bố thêm 2 ca nhiễm mới, nâng tổng số ca ghi nhận lên 239. Trong đó:[206]
    - Bệnh nhân 238 (#238) là nữ, 17 tuổi, lao động tự do tại Thái Lan. Ngày 17 tháng 3, bệnh nhân đi xe ôtô từ Bangkok, Thái Lan về Việt Nam. Ngày 18 tháng 3 nhập cảnh qua Cửa khẩu Cha Lo, tỉnh Quảng Bình và được đưa về khu cách ly tập trung của tỉnh Quảng Bình 1 ngày. Ngày 21 tháng 3, bệnh nhân được đưa về cách ly tập trung tại Trường Mầm non xã Thạch Long, huyện Hương Khê, tỉnh Hà Tĩnh. Tại đây, cô được lấy mẫu bệnh phẩm và được xác nhận dương tính SARS-CoV-2. Bệnh nhân được điều trị cách ly tại Bệnh viện Đa khoa Cầu Treo, huyện Hương Sơn, tỉnh Hà Tĩnh, tình trạng sức khoẻ ổn định.
    - Bệnh nhân 239 (#239) là nam, 71 tuổi. Bệnh nhân có đến khoa Ung bướu của Bệnh viện Bạch Mai hai lần vào các ngày 11 tháng 3 và 18 tháng 3. Trong thời gian khám tại Bệnh viện Bạch Mai bệnh nhân có mua đồ ăn ở căng tin. Ngày 28 tháng 3, bệnh nhân khởi phát sốt nhẹ nên nhập viện tại Bệnh viện Đa khoa tỉnh Vĩnh Phúc. Tại đây, mẫu bệnh phẩm gửi Viện Vệ sinh Dịch tễ Trung ương đã cho kết quả dương tính SARS-CoV-2. Sau đó, bệnh nhân được chuyển đến Bệnh viện Bệnh nhiệt đới Trung ương cơ sở 2 để tiến hành điều trị cách ly theo quy định.[207]

  - Trưa cùng ngày, Bộ Y tế thông tin thêm 4 trường hợp (#80, #81, #82, #83) ở TP. Hồ Chí Minh và 1 trường hợp (#68) ở Đà Nẵng đã chữa khỏi, nâng số ca bình phục ở Việt Nam lên 90.[208]
  - Tối cùng ngày, thêm một trường hợp dương tính với SARS-CoV-2 được công bố. Theo thông tin, nữ bệnh nhân từng làm việc tại Bangkok, Thái Lan. Trước khi về Việt Nam, cô có tham gia buổi liên hoan với gia đình bệnh nhân 166.[209][210]
  - Tình trạng bệnh nhân 19 đã có tiến triển tích cực.[211] Trước đó, bà là người bệnh nặng nhất trong toàn bộ các ca nhiễm COVID-19[212]
- Ngày 5 tháng 4 năm 2020, Bộ Y tế công bố một trường hợp mắc COVID-19. Bệnh nhân được cách ly, điều trị tại Bệnh viện Đa khoa tỉnh Bạc Liêu. Trước đó, ngày 22 tháng 3, bệnh nhân đáp xuống sân bay Cần Thơ sau 1 ngày bay từ Anh. Ngay khi nhập cảnh, bệnh nhân được chuyển ngay đến khu cách ly tập trung tại Trường Quân sự tỉnh Bạc Liêu. Ngày 25 tháng 3, bệnh nhân được lấy mẫu xét nghiệm lần 1 và cho kết quả âm tính. Tuy nhiên, đến ngày 1 tháng 4, bệnh nhân tiếp tục được lấy mẫu xét nghiệm lần thứ hai thì đến ngày 5 tháng 4 cho kết quả dương tính với SARS-CoV-2.[213]
- Ngày 6 tháng 4 năm 2020, Bộ Y tế công bố thêm 4 ca nhiễm mới. Trong đó, có 3 ca trở về từ nước ngoài, 1 ca có liên quan đến Bệnh viện Bạch Mai. Tất cả các bệnh nhân được điều trị cách ly tại Bệnh viện Bệnh nhiệt đới Trung ương cơ sở 2 ở Đông Anh, Hà Nội, sức khỏe ổn định.[214]
- Ngày 7 tháng 4 năm 2020, Bộ Y tế công bố 4 trường hợp dương tính SARS-CoV-2. Trong đó, có ba người trở về từ nước ngoài, một người có tiếp xúc với hai trường đã được công bố dương tính trước đó.[215]
- Sáng ngày 8 tháng 4 năm 2020, Bộ Y tế công bố thêm hai ca bệnh mới, Việt Nam vượt 250 ca mắc COVID-19. Trong đó, bệnh nhân 150 là nữ, hàng xóm và đã tiếp xúc gần bệnh nhân 243. Bệnh nhân được điều trị, theo dõi sức khỏe tại Bệnh viện Bệnh nhiệt đới T.Ư cơ sở 2 (Đông Anh, Hà Nội). Bệnh nhân thứ 2 là nam, không rõ nguồn lây. Bệnh nhân điều trị tại Khoa Tiêu hoá Bệnh viện đa khoa tỉnh Hà Nam từ ngày 20 tháng 3 năm 2020, được vợ chồng con trai từ Hà Nội về chăm. Bệnh nhân được điều trị, cách ly tại Bệnh viện đa khoa Hà Nam.[216]
- Chiều ngày 9 tháng 4, Bộ Y tế công bố thêm 4 trường hợp mắc COVID-19. Trong đó, có hai người trở về từ nước ngoài, 2 người có tiếp xúc với các trường hợp nhiễm trước đó[217].
- Ngày 10 tháng 4, Bộ Y tế công bố thêm 2 ca nhiễm mới, đều ở Hà Nội, nâng tổng số ca nhiễm tại Việt Nam lên 257 ca.[218]
- Ngày 11 tháng 4, có thêm 1 ca dương tính với SARS-CoV-2. Bệnh nhân #258 là nữ, 47 tuổi, quốc tịch Việt Nam, trú tại xóm Hội, Hạ Lôi, Mê Linh, Hà Nội. Bà là mẹ bệnh nhân 257 được cách ly tại Bệnh viện Bệnh nhiệt đới trung ương cơ sở 2.[219]
- Ngày 12 tháng 4, Bộ Y tế tiếp tục thông báo 2 ca nhiễm mới đều xuất phát từ thôn Hạ Lôi, huyện Mê Linh. Cả hai được cách ly, điều trị tại Bệnh viện bệnh Nhiệt đới Trung ương cơ sở 2.[220]
- Ngày 13 tháng 4
  - Sáng ngày 13 tháng 4, Bộ Y tế công bố thêm hai ca nhiễm COVID-19 mới. Cả hai ca đều trú tại Hạ Lôi, Mê Linh, Hà Nội. Đến nay đã có 10 bệnh nhân từ ổ dịch này và cả nước có 262 bệnh nhân.[221]
  - Chiều ngày 13 tháng 4, Bộ Y tế ghi nhận thêm ba ca dương tính nCoV, gồm hai người ở thôn Hạ Lôi, một người về từ nước ngoài.[222]
- Chiều ngày 14 tháng 4, Bộ Y tế công bố 1 ca dương tính COVID-19 mới. Là ca nhiễm thứ 266 ở Việt Nam. Là một bệnh nhân nữ, 36 tuổi, trú tại Thường Tín, Hà Nội. Từ ngày 8 đến ngày 10 tháng 3 năm 2020 đi thăm mẹ tại Khoa Hồi Phục Chức năng, Bệnh viện Bạch Mai. Đến ngày 12 tháng 3 thì có biểu hiện ngứa họng. Đến ngày 30 tháng 3 cho cách ly tại nhà. Bệnh nhân được xét nghiệm vào ngày 12 tháng 4 và có kết quả dương tính COVID-19 vào ngày 14 tháng 4, được cách ly và điều trị tại Bệnh viện Bệnh Nhiệt đới Trung ương cơ sở 2.[45][223]
- Ngày 15 tháng 4
  - Sáng ngày 15 tháng 4, Bộ Y tế thông báo có thêm 1 ca bệnh từ ổ dịch Hạ Lôi, Hà Nội. Đây là ca bệnh thứ 13 từ ổ dịch này và là ca thứ 267 ở Việt Nam.[224][225]
  - Việc cách ly xã hội được kéo dài với Hà Nội, Thành phố Hồ Chí Minh và một số tỉnh thành có nguy cơ cao.
- Ngày 16 tháng 4, Việt Nam ghi nhận ca bệnh COVID-19 thứ 268. Bệnh nhân trú tại một thôn hẻo lánh ở gần biên giới giáp Trung Quốc của huyện Đồng Văn, tỉnh Hà Giang.[226]
- Ngày 17-23 tháng 4 không có ca dương tính nào được xác nhận. Tổng số người khỏi bệnh lên 224.[227]
- Từ ngày 23 tháng 4, cả nước cơ bản dừng cách ly xã hội nhưng vẫn tiếp tục đảm bảo các quy tắc phòng chống dịch.
- Ngày 24 tháng 4
  - Bộ Y tế ghi nhận thêm hai ca dương tính nCoV, đều là du học sinh về từ Nhật Bản và cách ly tập trung ngay. Thêm một người khỏi bệnh.[228]
  - Thủ tướng Chính phủ Nguyễn Xuân Phúc ban hành chỉ thị 19 nhằm tiếp tục các biện pháp phòng, chống dịch COVID-19 trong tình hình mới.[229]
- Ngày 25-30 tháng 4, Việt Nam không ghi nhận ca nhiễm mới. Đến ngày 30 tháng 4, tổng số ca nhiễm 270, trong đó 219 người khỏi bệnh, 51 bệnh nhân đang điều trị.[230]

### Tháng 5
- Ngày 1-2 tháng 5, Bộ Y tế không ghi nhận thêm ca nhiễm nCoV. Tổng số ca nhiễm 270.[231]
- Ngày 3 tháng 5, Bộ Y tế cho biết đã phát hiện một trường hợp mắc COVID-19, bệnh nhân thứ 271.[232]
- Ngày 4-6 tháng 5, Bộ Y tế không ghi nhận ca dương tính nCoV. Số bệnh nhân đang điều trị còn 39.[233]
- Ngày 7 tháng 5, Bộ Y tế ghi nhận 17 ca nhiễm nCoV, đều là người Việt đi chung chuyến bay VN0088 từ Các Tiểu vương quốc Arab Thống nhất về Bạc Liêu. Bệnh nhân cuối cùng (tính đến 7/5) ở Hà Tĩnh khỏi Covid-19, nâng tổng số khỏi bệnh lên 233.[234]
- Ngày 8-14 tháng 5, Bộ Y tế không ghi nhận ca nhiễm mới, số khỏi bệnh lên 260, chiếm 90% tổng số ca nhiễm.[235]
- Ngày 15 tháng 5, ghi nhận thêm 25 ca nhiễm nCoV, đều từ nước ngoài về và được cách ly tập trung. Tổng số ca nhiễm lên 313, trong đó 173 ca "xâm nhập", số còn lại do lây nhiễm trong cộng đồng.[236]
- Ngày 16 tháng 5, ghi nhận 5 ca dương tính nCoV. Tổng số ca nhiễm lên 318, trong đó 260 người đã khỏi bệnh.[237]
- Ngày 17 tháng 5, Bộ Y tế ghi nhận thêm 2 ca dương tính nCoV, đều chung chuyến bay từ Nga. Tổng số ca nhiễm lên 320, trong đó 260 người đã khỏi bệnh. Tổng cộng cả nước 60 bệnh nhân đang điều trị.[238]
- Ngày 18 tháng 5, Bộ Y tế ghi nhận thêm 4 ca dương tính nCoV, trong đó 2 ca mắc là tiếp viên của Vietnam Airlines thực hiện chuyến bay VN0062 từ Moscow (Nga) về Vân Đồn (Quảng Ninh) ngày 13.5.[239]
- Ngày 19-23 tháng 5, Bộ Y tế không ghi nhận thêm ca dương tính nCoV nào.
- Ngày 24 tháng 5, Bộ Y tế thông báo có thêm 1 bệnh nhân COVID-19 từ chuyến bay VN0062 từ Nga về nước ngày 13-5. Bệnh nhân nữ 34 tuổi và là bệnh nhân thứ 32 từ chuyến bay này.[240]
- Ngày 25 tháng 5, Bộ Y tế ghi nhận một ca dương tính nCoV, là du học sinh từ Pháp về TP HCM, được cách ly ngay.[241]
- Ngày 26 tháng 5, Bộ Y tế ghi nhận một ca dương tính nCoV, là hành khách trở về từ Nga trên chuyến bay VN0062 ngày 13/5, được cách ly ngay sau khi nhập cảnh.[242]
- Ngày 27-29 tháng 5, Bộ Y tế không ghi nhận thêm ca dương tính nCoV nào.
- Ngày 30 tháng 5, Bộ Y tế ghi nhận thêm một ca dương tính nCoV, là bé trai từ Nga về sân bay Vân Đồn, được cách ly ngay.[243]
- Ngày 31 tháng 5, Bộ Y tế không ghi nhận ca nhiễm nCoV. Tổng số ca nhiễm 328, còn 48 bệnh nhân điều trị. Sức khỏe bệnh nhân phi công tiến triển tốt hơn.

### Tháng 6
- Ngày 1-5 tháng 6, Bộ Y tế không ghi nhận thêm ca dương tính nCoV nào.
- Ngày 6 tháng 6, Bộ Y tế ghi nhận thêm một ca nhiễm nCoV, là du học sinh từ Anh về nước, được cách ly ngay. Tổng số ca nhiễm 329, trong đó 307 người khỏi bệnh.[244]
- Từ ngày 7-30 tháng 6, Việt Nam ghi nhận thêm 23 ca dương tính.
- Ngày 30 tháng 6 năm 2020, Việt Nam đã trải qua 74 ngày không có ca nhiễm COVID-19 mới phát sinh trong nội địa. Tất cả các ca nhiễm trong thời gian này đều từ nước ngoài nhập cảnh và được cách ly ngay từ thời điểm nhập cảnh, không có khả năng lây lan trong cộng đồng xã hội.

### Tháng 7
- Ngày 6 tháng 7, 14 người trên tổng số 185 người từ các quốc gia Bangladesh, Maldives, Bhutan, Sri Lanka, Nepal có kết quả dương tính với virus SARS-CoV-2.[245]
- Ngày 11 tháng 7, Bộ Y tế công bố ca mắc bệnh COVID-19 thứ 370 ở Việt Nam.[246]
- Ngày 12 tháng 7, Việt Nam ghi nhận thêm 2 ca mắc COVID-19 là người trở về từ Liên bang Nga.[247]
- Ngày 25 tháng 7 năm 2020, Việt Nam công bố hai người từ Nga về nhiễm SARS-CoV-2 về nhập cảnh Quảng Ninh được cách ly ngay, là bệnh nhận 414 và 415.[248] Ca nhiễm thứ 416 phát hiện tại Đà Nẵng nhưng không truy được nguồn lây.[249] Bệnh viện C Đà Nẵng được phong tỏa. Chiều cùng ngày, bé gái 5 tuổi từ Nga về dương tính SARS-CoV-2 được Bộ Y tế chiều 25/7 ghi nhận thêm một ca nhiễm mới, được cách ly ngay, nâng tổng số ca nhiễm lên 417.[250]
- Ngày 26 tháng 7 năm 2020, bệnh nhân thứ 418 cũng không phát hiện được nguồn lây, được công bố phát hiện tại Đà Nẵng. Bệnh viện Đà Nẵng được phong tỏa. Các biện pháp giãn cách xã hội đã được xem xét tái khởi động.[251] Cùng ngày, có một ca nhiễm mới ở Đà Nẵng và một ca nhiễm mới ở Quảng Ngãi.
- Ngày 27 tháng 7, Bộ Y tế ghi nhận thêm 11 ca dương tính SARS-CoV-2, đều là người ở Đà Nẵng, trong đó có 4 y bác sĩ Bệnh viện Đà Nẵng.[252]
- Từ 0 giờ ngày 28 tháng 7, thành phố Đà Nẵng khởi động giãn cách xã hội.
- Chiều ngày 28 tháng 7, Bộ Y tế ghi nhận thêm 7 ca nhiễm SARS-CoV-2, gồm ba người Quảng Nam, 4 người Đà Nẵng. 7 bệnh nhân này được ghi nhận là lây nhiễm trong cộng đồng, nâng tổng số ca bệnh lên 438.[253]
- Ngày 29 tháng 7, Bộ Y tế ghi nhận 12 ca, trong đó 8 ca nhiễm SARS-CoV-2, đều liên quan đến các bệnh viện ở Đà Nẵng và 4 ca nhiễm nCoV, trong đó một ở Hà Nội, một Đắk Lắk, hai Thành phố Hồ Chí Minh, đều liên quan đến Đà Nẵng.[254][255]
- Ngày 30 tháng 7, Bộ Y tế ghi nhận 14 ca mới, trong đó 8 ca nhiễm SARS-CoV-2 ở Đà Nẵng, 1 ca ở Hà Nội và 5 ca ở Quảng Nam.[256][257]
- Ngày 31 tháng 7, Bộ Y tế ghi nhận 82 ca mới, trong đó 45 ca ở Đà Nẵng, 3 ca ở Thành phố Hồ Chí Minh, 8 ca ở Quảng Nam, 26 ca còn lại là những ca nhập cảnh được cách ly ngay. Việt Nam vượt 500 ca mắc COVID-19, tổng số ca lên 546.[258][259] Hai trường hợp tử vong đầu tiên.[260]

### Tháng 8
- Sáng ngày 1 tháng 8, Bộ Y tế ghi nhận 12 ca mới, trong đó 7 người Đà Nẵng, 5 người Quảng Nam.[261] Bệnh nhân thứ ba tử vong.[262] Chiều ngày 1 tháng 8, Bộ Y tế ghi nhận thêm 28 ca nhiễm SARS-CoV-2, trong đó có 19 ca liên quan đến Bệnh viện Đà Nẵng, 7 ca tại Đà Nẵng và 2 cách ly ngay sau nhập cảnh tại Trà Vinh.[263]
- Ngày 2 tháng 8, Bộ Y tế ghi nhận 34 ca mới, tổng số ca lên 620, ba bệnh nhân tử vong.[264][265]
- Ngày 3 tháng 8, Bộ Y tế ghi nhận 22 ca mới, tổng số ca lên 642.[266][267]
- Sáng ngày 4 tháng 8, Bộ Y tế ghi nhận 10 ca dương tính nCoV, trong đó 7 ở Đà Nẵng, 3 Quảng Nam đều liên quan đến Bệnh viện Đà Nẵng.[268] Bệnh nhân 496, nam, 65 tuổi; và bệnh nhân 426, nữ, 62 tuổi tử vong.[269] Chiều ngày 4 tháng 8, Bộ Y tế ghi nhận 18 ca nhiễm nCoV, trong đó 16 ca tại Đà Nẵng, một Đồng Nai liên quan đến Bệnh viện Đà Nẵng, một từ Guinea Xích Đạo.[270]
- Ngày 5 tháng 8, Bộ Y tế ghi nhận tổng cộng 43 ca nhiễm mới, tổng số ca lên 713 ca.[271]
- Sáng ngày 6 tháng 8, Bộ Y tế ghi nhận 4 ca nhiễm nCoV, trong đó ba người ở Quảng Nam, một người Hà Nội liên quan đến Đà Nẵng.[272] Bộ Y tế chiều 6/8 ghi nhận 30 ca nhiễm nCoV, trong đó 20 ca ở Đà Nẵng, 6 Quảng Nam, một Bắc Giang liên quan đến Đà Nẵng, ba ca nhập cảnh tại Bà Rịa - Vũng Tàu. Tổng ngày 6/8 ghi nhận tổng cộng 34 ca nhiễm mới, số ca lên 747. Bệnh nhân 651, 718 tử vong.[273][274]
- Ngày 7 tháng 8, Bộ Y tế ghi nhận 37 ca mới, tổng số ca lên 784.[275]
- Ngày 8 tháng 8, Bộ Y tế ghi nhận 26 ca mới, tổng số ca lên 810.[276]
- Ngày 9 tháng 8, Bộ Y tế ghi nhận 31 ca mới, tổng số ca lên 841. "Bệnh nhân 456" tử vong trưa 9/8, là ca tử vong thứ 11.[277]
- Ngày 10 tháng 8, Bộ Y tế ghi nhận 6 ca nhiễm mới, 4 người khỏi bệnh, hai ca tử vong. Tổng số ca nhiễm cả nước lên 847, trong đó 399 người đã khỏi, 13 ca tử vong, còn 435 bệnh nhân đang điều trị.[278]
- Ngày 11 tháng 8, Bộ Y tế ghi nhận 16 ca nhiễm mới. Tổng số ca nhiễm cả nước lên 863, trong đó 399 người đã khỏi, 16 ca tử vong, còn 448 bệnh nhân đang điều trị.[279]
- Ngày 12 tháng 8, Bộ Y tế ghi nhận 17 ca nhiễm mới. Tổng số ca nhiễm cả nước lên 880, trong đó 321 ca nhiễm nhập cảnh được cách ly ngay. Riêng từ ngày 25-7 đến nay, có 419 ca liên quan đến Đà Nẵng.[280]
- Ngày 13 tháng 8, Bộ Y tế ghi nhận thêm 25 ca nhiễm, 12 người khỏi bệnh, ba ca tử vong. Tổng số ca nhiễm cả nước lên 905, trong đó 421 người đã khỏi, 20 ca tử vong, còn 464 bệnh nhân đang điều trị.[281]
- Ngày 14 tháng 8, Bộ Y tế ghi nhận thêm 24 ca nhiễm mới, 12 ca khỏi, một ca tử vong. Tổng số ca nhiễm cả nước lên 929, trong đó 437 người đã khỏi, 21 ca tử vong, còn 471 bệnh nhân đang điều trị.[282]
- Ngày 15 tháng 8, Bộ Y tế ghi nhận 21 nhiễm mới, hai ca tử vong. Tổng số ca nhiễm cả nước lên 950, trong đó 437 người đã khỏi, 23 ca tử vong, còn 490 bệnh nhân đang điều trị.[283]
- Ngày 18 tháng 8, bệnh nhân 698 trở thành bệnh nhân thứ 25 tử vong.[284]
- Ngày 20 tháng 8, Việt Nam vượt 1.000 ca mắc COVID-19.
- Ngày 31 tháng 8, tổng số ca nhiễm 1.044, số người khỏi bệnh 712, số người tử vong do Covid-19 là 34.[285]

### Tháng 9
- Từ ngày 1 tháng 9, Việt Nam triển khai thu phí cách ly với tất cả các trường hợp nhập cảnh.[286]
- Ngày 3 tháng 9, bệnh nhân thứ 35 tử vong.[287]
- Từ ngày 7 tháng 9, dịch bệnh tiếp tục kiểm soát tốt, hoạt động của máy bay, tàu lửa, ô tô đi, đến Đà Nẵng được khôi phục.[288]
- Ngày 10 tháng 9, tổng ca nhiễm 1.059, số người khỏi 893, số tử vong 35.[289]
- Ngày 11 tháng 9, Đà Nẵng nới lỏng việc cách ly xã hội, cho tắm biển và cửa hàng ăn uống bán trở lại.[290]
- Ngày 15 tháng 9: chính thức nối lại các chuyến bay thương mại quốc tế.[291]
- Ngày 20 tháng 9, tổng ca nhiễm 1.068, tổng số khỏi 942. Số người tử vong do Covid-19 là 35.[292]
- Ngày 24 tháng 9, Thủ tướng Chính phủ Nguyễn Xuân Phúc ra Công điện 1300/CĐ-TTg yêu cầu các Bộ, ngành, địa phương tiếp tục phòng, chống dịch bệnh COVID-19 để duy trì vững chắc thành quả phòng, chống dịch, tạo cơ sở thúc đẩy các hoạt động phục hồi, phát triển nền kinh tế, bảo vệ sức khỏe nhân dân.[293]
- Ngày 30 tháng 9, tổng số ca nhiễm lên 1.094, số khỏi là 1.007. Số người tử vong do Covid-19 là 35.[294]

### Tháng 10
- Ngày 2 tháng 10, quyền Bộ trưởng Nguyễn Thanh Long ban hành Chỉ thị số 21 về việc tăng cường các biện pháp phòng, chống dịch COVID-19.[295]
- Ngày 10 tháng 10, tổng ca nhiễm 1.107, trong đó 1.024 đã khỏi. Số người tử vong do Covid-19 là 35.[296]
- Ngày 20 tháng 10, tổng số nhiễm lên 1.141, số khỏi 1.046. Số người tử vong do Covid-19 là 35.[297]
- Ngày 31 tháng 10, tổng ca nhiễm lên 1.180, số khỏi 1.063. Số người tử vong do Covid-19 là 35.[298]

### Tháng 11
- Ngày 10 tháng 11, tổng số nhiễm lên 1.226, số khỏi 1.087. Số người tử vong do Covid-19 là 35.[299]
- Ngày 20 tháng 11, tổng số ca nhiễm lên 1.305, số khỏi 1.142. Số người tử vong do Covid-19 là 35.[300]
- Ngày 30 tháng 11, phát hiện ca lây nhiễm thứ 1.347 chấm dứt chuỗi 120 ngày Thành phố Hồ Chí Minh không ghi nhận lây nhiễm trong cộng đồng.[301] Tuy nhiên, tình hình nhanh chóng được kiểm soát trong tháng 12.

### Tháng 12
- Ngày 10 tháng 12, tổng ca nhiễm 1.385, số người khỏi 1.225, số tử vong 35.[302]
- Ngày 20 tháng 12, tổng ca nhiễm 1.413, số người khỏi 1.269, số tử vong 35.[303]
- Ngày 31 tháng 12, tổng ca nhiễm 1.465, số người khỏi 1.325, số tử vong 35.[304]

Tiếp theo: Năm 2021